# Liste des navires auxiliaires de l'United States Navy
La liste des navires auxiliaires de l'United States Navy recouvre les différents types de navires qui prennent en charge essentiellement la logistique des Forces armées des États-Unis.

## Crane Ships (AB)
- USS Kearsarge (AB-1)

## Colliers (AC)
- USS Vestal (AC-1)
- USS Ontario (AC-2)
- USS Jupiter (AC-3)
- USS Cyclops (AC-4)
- USS Vulcan (AC-5)
- USS Mars (AC-6)
- USS Hector (AC-7)
- USS Neptune (AC-8)
- USS Proteus (AC-9)
- USS Nereus (AC-10)
- USS Orion (AC-11)
- USS Jason (AC-12)
- USS Abarenda (AC-13)
- USS Ajax (AC-14)
- USS Brutus (AC-15)
- USS Caesar (AC-16)
- USS Nero (AC-17)
- USS Hannibal (1898)
- USS Justin (1898)
- USS Leonidas (1898)
- USS Merrimac (1898)
- USS Quincy (1918)
- USS Saturn (1898)
- USS Southery (1898)

## Auxiliary Crane Ships (T-ACS)
- SS Keystone State (T-ACS-1) (en)
- SS Gem State (T-ACS-2) (en)
- SS Grand Canyon State (T-ACS-3) (en)
- SS Gopher State (T-ACS-4) (en)
- SS Flickertail State (T-ACS-5) (en)
- SS Cornhusker State (T-ACS-6) (en)
- SS Diamond State (T-ACS-7) (en)
- SS Equality State (T-ACS-8) (en)
- SS Green Mountain State (T-ACS-9)
- SS Beaver State (T-ACS-10)

## Destroyer Tenders(AD)
- USS Dixie (AD-1)
- USS Melville (AD-2)
- USS Dobbin (AD-3)
- USS Whitney (AD-4)
- USS Prairie (AD-5)
- USS Panther (AD-6)
- USS Leonidas (AD-7)
- USS Buffalo (AD-8)
- USS Black Hawk (AD-9)
- USS Bridgeport (AD-10)
- USS Altair (AD-11)
- USS Denebola (AD-12)
- USS Rigel (AD-13)
- USS Dixie (AD-14)
- USS Prairie (AD-15)
- USS Cascade (AD-16)
- USS Piedmont (AD-17)
- USS Sierra (AD-18)
- USS Yosemite (AD-19)
- USS Hamul (AD-20)
- USS Markab (AD-21)
- USS Klondike (AD-22)
- USS Arcadia (AD-23)
- USS Everglades (AD-24)
- USS Frontier (AD-25)
- USS Shenandoah (AD-26)
- USS Yellowstone (AD-27)
- USS Grand Canyon (AD-28)
- USS Isle Royale (AD-29)
- USS Great Lakes (AD-30)
- USS Tidewater (AD-31)
- USS New England (AD-32)
- USS Canopus (AD-33)
- USS Alcor (AD-34)
- USS Arrowhead (AD-35)
- USS Bryce Canyon (AD-36)
- USS Samuel Gompers (AD-37)
- USS Puget Sound (AD-38)
- USS Yellowstone (AD-41)
- USS Acadia (AD-42)
- USS Cape Cod (AD-43)
- USS Shenandoah (AD-44)

## Degaussing Ships (YDG, ADG)
- YDG-1
- YDG-2
- YDG-3
- YDG-4
- YDG-5
- YDG-6
- YDG-7
- USS Lodestone (ADG-8)
- USS Magnet (ADG-9)
- USS Deperm (ADG-10)
- USS Ampere (ADG-11)
- USS Surfbird (ADG-383)

## Ammunition Ships (AE)
- USS Pyro (AE-1)
- USS Nitro (AE-2)
- USS Lassen (AE-3)
- USS Mount Baker (AE-4)
- USS Rainier (AE-5)
- USS Shasta (AE-6)
- USS Mauna Loa (AE-8)
- USS Mazama (AE-9)
- USS Sangay (AE-10)
- USS Mount Hood (AE-11)
- USS Wrangell (AE-12)
- USS Akutan (AE-13)
- USS Firedrake (AE-14)
- USS Vesuvius (AE-15)
- USS Mount Katmai (AE-16)
- USS Great Sitkin (AE-17)
- USS Paricutin (AE-18)
- USS Diamond Head (AE-19)
- USS Fomalhaut (AE-20)
- USS Suribachi (AE-21)
- USS Mauna Kea (AE-22)
- USS Nitro (AE-23)
- USS Pyro (AE-24)
- USS Haleakala (AE-25)
- USS Kilauea (AE-26)
- USS Butte (AE-27)
- USS Santa Barbara (AE-28)
- USS Mount Hood (AE-29)
- USS Virgo (AE-30)
- USS Chara (AE-31)
- USS Flint (AE-32)
- USS Shasta (AE-33)
- USS Mount Baker (AE-34)
- USS Kiska (AE-35)

## Cale sèche flottante auxiliaire

### Large Auxiliary Floating Dry Docks (AFDB)
- USS Artisan (ABSD-1)
- USS ABSD-2
- USS ABSD-3
- USS ABSD-4
- USS ABSD-5
- USS ABSD-6
- USS Los Alamos (AFDB-7)
- USS Machinist (AFDB-8)
- USS AFDB-9

### Medium Auxiliary Floating Dry Docks (AFDM)
- USS AFDM-1
- USS AFDM-2
- USS AFDM-3
- USS AFDM-4
- USS Resourceful (AFDM-5)
- USS Competent (AFDM-6)
- USS Sustain (AFDM-7)
- USS Richland (AFDM-8)
- USS AFDM-9
- USS Resolute (AFDM-10)
- USS AFDM-11
- USS AFDM-12
- USS AFDM-13
- USS Steadfast (AFDM-14)

### Small Auxiliary Floating Dry Docks (AFDL)
- USS Endeavor (AFDL-1)
- USS AFDL-2
- USS AFDL-3
- USS AFDL-4
- USS AFDL-5
- USS Dynamic (AFDL-6)
- USS Ability (AFDL-7)
- USS AFDL-8
- USS AFDL-9
- USS AFDL-10
- USS AFDL-11
- USS AFDL-12
- USS AFDL-13
- USS AFDL-14
- USS AFDL-15
- USS AFDL-16
- USS AFDL-17
- USS AFDL-18
- USS AFDL-19
- USS AFDL-20
- USS AFDL-21
- USS AFDL-22
- USS Adept (AFDL-23)
- USS AFDL-24
- USS Undaunted (AFDL-25)
- USS AFDL-26
- USS AFDL-27
- USS AFDL-28
- USS AFDL-29
- USS AFDL-30
- USS AFDL-31
- USS AFDL-32
- USS AFDL-33
- USS AFDL-34
- USS AFDL-35
- USS AFDL-36
- USS AFDL-37
- USS AFDL-38
- USS AFDL-39
- USS AFDL-40
- USS AFDL-41
- USS AFDL-42
- USS AFDL-43
- USS AFDL-44
- USS AFDL-45
- USS AFDL-46
- USS Reliance (AFDL-47)
- USS Diligence (AFDL-48)

### Yard Floating Drydocks (YFD)
- USS Dewey (YFD-1)
- USS YFD-2
- USS YFD-3
- USS YFD-4
- USS YFD-5
- USS YFD-6
- USS YFD-7
- USS YFD-8
- USS YFD-9
- USS YFD-10
- USS YFD-11
- USS YFD-12
- USS YFD-13
- USS YFD-14
- USS YFD-15
- USS YFD-16
- USS YFD-17
- USS YFD-18
- USS YFD-19
- USS YFD-20
- USS YFD-21
- USS YFD-22
- USS YFD-23
- USS YFD-24
- USS YFD-25
- USS YFD-26
- USS YFD-27
- USS YFD-28
- USS YFD-29
- USS YFD-30
- USS YFD-31
- USS YFD-32
- USS YFD-33
- USS YFD-34
- USS YFD-35
- USS YFD-36
- USS YFD-37
- USS YFD-38
- USS YFD-39
- USS YFD-40
- USS YFD-41
- USS YFD-42
- USS YFD-43
- USS YFD-44
- USS YFD-45
- USS YFD-46
- USS YFD-47
- USS YFD-48
- USS YFD-49
- USS YFD-50
- USS YFD-51
- USS YFD-52
- USS YFD-53
- USS YFD-54
- USS YFD-55
- USS YFD-56
- USS YFD-57
- USS YFD-58
- USS YFD-59
- USS YFD-60
- USS YFD-61
- USS YFD-62
- USS YFD-63
- USS YFD-64
- USS YFD-65
- USS YFD-66
- USS YFD-67
- USS YFD-68
- USS YFD-69
- USS YFD-70
- USS YFD-71
- USS YFD-72
- USS YFD-73
- USS YFD-74
- USS YFD-75
- USS YFD-76
- USS YFD-77
- USS YFD-78
- USS YFD-79
- USS YFD-80
- USS YFD-81
- USS YFD-82

### Auxiliary Repair Docks (ARD)
- USS ARD-1
- USS ARD-2
- USS ARD-3
- USS ARD-4
- USS Waterford (ARD-5)
- USS ARD-6
- USS West Milton (ARD-7)
- USS ARD-8
- USS ARD-9
- USS ARD-10
- USS ARD-11
- USS ARD-12
- USS ARDC-13
- USS ARD-14
- USS ARD-15
- USS ARD-16
- USS ARD-17
- USS ARD-18
- USS ARD-19
- USS White Sands (ARD-20)
- USS ARD-21
- USS Windsor (ARD-22)
- USS ARD-23
- USS ARD-24
- USS ARD-25
- USS ARD-26
- USS ARD-27
- USS ARD-28
- USS Arco (ARD-29)
- USS San Onofre (ARD-30)
- USS ARD-31
- USS ARD-32
- USS ARD-33

### Medium Auxiliary Repair Docks (ARDM)
- USS Oak Ridge (ARDM-1)
- USS Alamogordo (ARDM-2)
- USS Endurance (ARDM-3)
- Shippingport (ARDM-4)
- Arco (ARDM-5)

### Large Auxiliary Repair Docks (ABSD)
- USS ABSD-1
- USS ABSD-2
- USS ABSD-3
- USS ABSD-4
- USS ABSD-5
- USS ABSD-6
- USS ABSD-7
- USS ABSD-8
- USS ABSD-9
- USS ABSD-10

## Provisions Store Ships (AF, T-AF)
- USS Bridge (AF-1)
- USS Celtic (AF-2)
- USS Culgoa (AF-3)
- USS Glacier (AF-4)
- USS Pompey (AF-5)
- USS Rappahannock (AF-6)
- USS Arctic (AF-7)
- USS Boras (AF-8)
- USS Yukon (AF-9)
- USS Aldebaran (AF-10)
- USS Polaris (AF-11)
- USS Mizar (AF-12)
- USS Tarazed (AF-13)
- USS Uranus (AF-14)
- USS Talamanca (AF-15)
- USS Pastores (AF-16)
- USS Antigua (AF-17) (en)
- USS Calamares (AF-18)
- USS Roamer (AF-19)
- USS Pontiac (AF-20)
- USS Merak (AF-21)
- USS Ariel (AF-22)
- USS Cygnus (AF-23)
- USS Delphinus (AF-24)
- USS Taurus (AF-25)
- USS Octans (AF-26)
- USS Pictor (AF-27)
- USS Hyades (AF-28)
- USS Graffias (AF-29)
- USS Adria (AF-30)
- USS Arequipa (AF-31)
- USS Corduba (AF-32)
- USS Karin (AF-33)
- USS Kerstin (AF-34)
- USS Latona (AF-35)
- USS Lioba (AF-36)
- USS Malabar (AF-37)
- USS Merapi (AF-38)
- USS Palisana (AF-39)
- USS Saturn (AF-40)
- USS Athanasia (AF-41)
- USS Bondia (AF-42)
- USS Gordonia (AF-43)
- USS Laurentia (AF-44)
- USS Lucidor (AF-45)
- USS Octavia (AF-46)
- USS Valentine (AF-47)
- USS Alstede (AF-48)
- USS Zelima (AF-49)
- USNS Bald Eagle (T-AF-50)
- USNS Blue Jacket (T-AF-51)
- USNS Golden Eagle (T-AF-52)
- USNS Grommet Reefer (T-AF-53)
- USS Pictor (AF-54)
- USS Aludra (AF-55)
- USS Denebola (AF-56)
- USS Regulus (AF-57)
- USS Rigel (AF-58)
- USS Vega (AF-59)
- USS Sirius (AF-60)
- USS Procyon (AF-61)
- USS Bellatrix (AF-62)
- USNS Asterion (T-AF-63)
- USNS Perseus (T-AF-64)

## Combat Stores Ships (AFS, T-AFS)
- USS Mars (AFS-1)
- USS Sylvania (AFS-2)
- USS Niagara Falls (AFS-3)
- USS White Plains (AFS-4)
- USS Concord (AFS-5)
- USS San Diego (AFS-6)
- USS San Jose (AFS-7)
- USNS Sirius (T-AFS-8)
- USNS Spica (T-AFS-9)
- USNS Saturn (T-AFS-10)

## Navires divers (AG, T-AG)
- USS Hannibal (AG-1)
- USS Bushnell (AG-2)
- USS Nanshan (AG-3)
- USS Saturn (AG-4)
- USS General Alava (AG-5)
- USS Dubuque (AG-6)
- USS Paducah (AG-7)
- USS Mahanna (AG-8)
- USS Great Northern (AG-9)
- USS Antares (AG-10)
- USS Procyon (AG-11)
- USS Gold Star (AG-12)
- USS Pensacola (AG-13)
- USS Abarenda (AG-14)
- USS Ajax (AG-15)
- USS Utah (AG-16)
- USS Wyoming (AG-17)
- USS Stoddert (AG-18)
- USS Boggs (AG-19)
- USS Kilty (AG-20)
- USS Lamberton (AG-21)
- USS Radford (AG-22)
- USS Sequoia (AG-23)
- USS Semmes (AG-24)
- USS Potomac (AG-25)
- USS Cuyahoga (AG-26)
- USS Robert L. Barnes (AG-27)
- USS Manley (AG-28)
- USS Bear (AG-29)
- USS Bowditch (AG-30)
- USS Argonne (AG-31)
- USS Sumner (AG-32)
- USS Kaula (AG-33)
- USS Alcor (AG-34)
- USS Calypso (AG-35)
- USS Manasquan (AG-36)
- USS Manomet (AG-37)
- USS Mantinicus (AG-38)
- USS Menemsha (AG-39)
- USS Monomoy (AG-40)
- USS Midway (AG-41)
- USS Camanga (AG-42)
- USS Majaba (AG-43)
- USS Malanao (AG-44)
- USS Taganak (AG-45)
- USS Tuluran (AG-46)
- USS Manhasset (AG-47)
- USS Muskeget (AG-48)
- USS Anacapa (AG-49)
- USS Kopara (AG-50)
- USS Besboro (AG-66)
- USS Antaeus (AG-67)
- USS Basilan (AG-68)
- USS Burias (AG-69)
- USS Zaniah (AG-70)
- USS Baham (AG-71)
- USS Parris Island (AG-72)
- USS Belle Isle (AG-73)
- USS Coasters Harbor (AG-74)
- USS Cuttyhunk Island (AG-75)
- USS Avery Island (AG-76)
- USS Indian Island (AG-77)
- USS Kent Island (AG-78)
- USS Wright (AG-79)/USS San Clemente (AG-79)
- USS Du Pont (AG-80)
- USS J. Fred Talbott (AG-81)
- USS Schenck (AG-82)
- USS Kennison (AG-83)
- USS Hatfield (AG-84)
- USS Fox (AG-85)
- USS Bulmer (AG-86)
- USS MacLeish (AG-87)
- USS Burton Island (AG-88)
- USS Edisto (AG-89)
- USS Atka (AG-90)
- USS Dahlgren (AG-91)
- USS Gwinnett (AG-92)
- USS Nicollet (AG-93)
- USS Pontotoc (AG-94)
- USS Litchfield (AG-95)
- USNS Hayes (T-AG-95)
- USS Broome (AG-96)
- USS Simpson (AG-97)
- USS Ramsay (AG-98)
- USS Preble (AG-99)
- USS Sicard (AG-100)
- USS Pruitt (AG-101)
- USS Babbitt (AG-102)
- USS Upshur (AG-103)
- USS Elliot (AG-104)
- USS Hogan (AG-105)
- USS Howard (AG-106)
- USS Stansbury (AG-107)
- USS Chandler (AG-108)
- USS Zane (AG-109)
- USS Trever (AG-110)
- USS Hamilton (AG-111)
- USS Breckinridge (AG-112)
- USS Barney (AG-113)
- USS Biddle (AG-114)
- USS Ellis (AG-115)
- USS Cole (AG-116)
- USS Whipple (AG-117)
- USS McCormick (AG-118)
- USS John D. Ford (AG-119)
- USS Paul Jones (AG-120)
- USS Humboldt (AG-121)
- USS Matagorda (AG-122)
- USS Rockaway (AG-123)
- USS Maumee (AG-124)
- USS Patoka (AG-125)
- USS McDougal (AG-126)
- USS Winslow (AG-127)
- USS Mississippi (AG-128)
- USS Whitewood (AG-129)
- USS Camano (AG-130)
- USS Deal (AG-131)
- USS Elba (AG-132)
- USS Errol (AG-133)
- USS Estero (AG-134)
- USS Jekyl (AG-135)
- USS Roque (AG-137)
- USS Ryer (AG-138)
- USS Sharps (AG-139)
- USS Whidbey (AG-141)
- USS Nashawena (AG-142)
- USS Mark (AG-143)
- USS Hewell (AG-145)
- USS Electron (AG-146)
- USS Proton (AG-147)
- USS Colington (AG-148)
- USS League Island (AG-149)
- USS Chimon (AG-150)
- USS Richard E. Kraus (AG-151)
- USS Timmerman (AG-152)
- USS Compass Island (E-AG-153)
- USS Observation Island (EAG-154)
- USS King County (AG-157)
- USS Glover (AG-158)
- USS Oxford (AG-159)
- USNS Range Tracker (T-AG-160)
- USNS Range Recoverer (T-AG-161)
- USNS Mission Capistrano (T-AG-162)
- USS Glover (AG-163)
- USNS Kingsport (T-AG-164)
- USS Georgetown (AG-165)
- USS Jamestown (AG-166)
- USS Belmont (AG-167)
- USS Liberty (AG-168)
- USNS Pvt. Jose F. Valdez (T-AG-169)
- USNS LT. James E. Robinson (T-AG-170)
- USNS Sgt. Joseph E. Muller (T-AG-171)
- USNS Phoenix (T-AG-172)
- USNS Provo (T-AG-173)
- USNS Cheyenne (T-AG-174)
- USNS Sgt. Curtis F. Shoup (T-AG-175)
- USS Peregrine (AG-176)
- USNS Shearwater (T-AG-177)
- USNS Flyer (T-AG-178)
- USNS Havenford (T-AG-179)
- USNS Antioch (T-AG-180)
- USNS Adelphi (T-AG-181)
- USNS Lynn (T-AG-182)
- USNS Clarksburg (T-AG-183)
- USNS Clemson (T-AG-184)
- USNS Carthage (T-AG-185)
- USNS Bessemer (T-AG-186)
- USNS Milford (T-AG-187)
- USNS Rollins (T-AG-189)
- USS Spokane (T-AG-191)
- USNS S P Lee (T-AG-192)
- USNS Glomar Explorer (T-AG-193)
- USNS Vanguard (T-AG-194)
- USNS Hayes (T-AG-195)
- USS Hunting (E-AG-398)
- USS Alacrity (AG-520)
- USS Assurance (AG-521)

## Icebreakers (AGB)
- USS Burton Island (AGB-1)
- USS Edisto (AGB-2)
- USS Atka (AGB-3)
- USS Glacier (AGB-4)
- USS Staten Island (AGB-5)

## Amphibious Force Command Ships (AGC)
- USS Appalachian (AGC-1)
- USS Blue Ridge (AGC-2)
- USS Rocky Mount (AGC-3)
- USS Ancon (AGC-4)
- USS Catoctin (AGC-5)
- USS Duane (AGC-6)
- USS Mount McKinley (AGC-7)
- USS Mount Olympus (AGC-8)
- USS Wasatch (AGC-9)
- USS Auburn (AGC-10)
- USS Eldorado (AGC-11)
- USS Estes (AGC-12)
- USS Panamint (AGC-13)
- USS Teton (AGC-14)
- USS Adirondack (AGC-15)
- USS Pocono (AGC-16)
- USS Taconic (AGC-17)
- USS Biscayne (AGC-18)

## Deep Submergence Support Ship (T-AGDS)
- USNS Point Loma (T-AGDS-2)

## Hydrofoil Research Ship (AGEH)
- USS Plainview (AGEH-1)

## Environmental Research Ships (AGER)
- USS Banner (AGER-1)
- USS Pueblo (AGER-2)
- USS Palm Beach (AGER-3)

## Command Ships (AGF)
- USS Valcour (AGF-1)
- USS La Salle (AGF-3)
- USS Coronado (AGF-11)

## Missile Range Instrumentation Ships (T-AGM)
- USNS Range Tracker (T-AGM-1)
- USNS Range Recoverer (T-AGM-2)
- USNS Longview (T-AGM-3)
- USNS Richfield (T-AGM-4)
- USNS Sunnyvale (T-AGM-5)
- USNS Watertown (T-AGM-6)
- USNS Huntsville (T-AGM-7)
- USNS Wheeling (T-AGM-8)
- USNS General H. H. Arnold (T-AGM-9)
- USNS General Hoyt S. Vandenberg (T-AGM-10)
- USNS Twin Falls (T-AGM-11)
- USNS American Mariner (T-AGM-12)
- USNS Sword Knot (T-AGM-13)
- USNS Rose Knot (T-AGM-14)
- USNS Coastal Sentry (T-AGM-15)
- USNS Coastal Crusader (T-AGM-16)
- USNS Timber Hitch (T-AGM-17)
- USNS Sampan Hitch (T-AGM-18)
- USNS Vanguard (T-AGM-19)
- USNS Redstone (T-AGM-20)
- USNS Mercury (T-AGM-21)
- USNS Range Sentinel (T-AGM-22)
- USNS Observation Island (T-AGM-23)
- USNS Invincible (T-AGM-24)
- USNS Howard O. Lorenzen (T-AGM-25)

## Major Communications Relay Ships (AGMR)
- USS Annapolis (AGMR-1)
- USS Arlington (AGMR-2)

## Oceanographic Research Ships (T-AGOR)
- USNS Josiah Willard Gibbs (T-AGOR-1)
- T-AGOR-2 construit pour la Norvège
- USNS Robert D. Conrad (T-AGOR-3)
- USNS James M. Gilliss (T-AGOR-4)
- USNS Charles H. Davis (T-AGOR-5)
- USNS Sands (T-AGOR-6)
- USNS Lynch (T-AGOR-7)
- USNS Eltanin (T-AGOR-8)
- USNS Thomas G. Thompson (T-AGOR-9)
- USNS Thomas Washington (T-AGOR-10)
- USNS Mizar (T-AGOR-11)
- USNS De Steiguer (T-AGOR-12)
- USNS Bartlett (T-AGOR-13)
- USNS Melville (T-AGOR-14)
- USNS Knorr (T-AGOR-15)
- USNS Hayes (T-AGOR-16)
- USNS Chain (T-AGOR-17)
- USNS Snatch (T-AGOR-18)
- USNS Gyre (T-AGOR-21)
- USNS Moana Wave (T-AGOR-22)
- USNS Thomas G. Thompson (T-AGOR-23)
- USNS Roger Revelle (T-AGOR-24)
- USNS Atlantis (T-AGOR-25)
- USNS Kilo Moana (T-AGOR-26)
- RV Neil Armstrong (T-AGOR-27)
- RV Sally Ride (T-AGOR-28)

## Ocean Surveillance Ships (T-AGOS)
- USNS Stalwart (T-AGOS-1)
- USNS Contender (T-AGOS-2)
- USNS Vindicator (T-AGOS-3)
- USNS Triumph (T-AGOS-4)
- USNS Assurance (T-AGOS-5)
- USNS Persistent (T-AGOS-6)
- USNS Indomitable (T-AGOS-7)
- USNS Prevail (T-AGOS-8)
- USNS Assertive (T-AGOS-9)
- USNS Invincible (T-AGOS-10)
- USNS Audacious (T-AGOS-11)
- USNS Bold (T-AGOS-12)
- USNS Adventurous (T-AGOS-13)
- USNS Worthy (T-AGOS-14)
- USNS Titan (T-AGOS-15)
- USNS Capable (T-AGOS-16)
- USNS Tenacious (T-AGOS-17)
- USNS Relentless (T-AGOS-18)
- USNS Victorious (T-AGOS-19)
- USNS Able (T-AGOS-20)
- USNS Effective (T-AGOS-21)
- USNS Loyal (T-AGOS-22)
- USNS Impeccable (T-AGOS-23)

## Radar Picket Ships (AGR)
- USS Guardian (AGR-1)
- USS Lookout (AGR-2)
- USS Skywatcher (AGR-3)
- USS Searcher (AGR-4)
- USS Scanner (AGR-5)
- USS Locator (AGR-6)
- USS Picket (AGR-7)
- USS Interceptor (AGR-8)
- USS Investigator (AGR-9)
- USS Outpost (AGR-10)
- USS Protector (AGR-11)
- USS Vigil (AGR-12)
- USS Interdictor (AGR-13)
- USS Interpreter (AGR-14)
- USS Interrupter (AGR-15)
- USS Watchman (AGR-16)

## Motor Torpedo Boat Tenders (AGP)
- USS Niagara (AGP-1)
- USS Hilo (AGP-2)
- USS Jamestown (AGP-3)
- USS Portunus (AGP-4)
- USS Varuna (AGP-5)
- USS Oyster Bay (AGP-6)
- USS Mobjack (AGP-7)
- USS Wachapreague (AGP-8)
- USS Willoughby (AGP-9)
- USS Orestes (AGP-10)
- USS Silenus (AGP-11)
- USS Acontius (AGP-12)
- USS Cyrene (AGP-13)
- USS Alecto (AGP-14)
- USS Callisto (AGP-15)
- USS Antigone (AGP-16)
- USS Brontes (AGP-17)
- USS Chiron (AGP-18)
- USS Pontus (AGP-20)
- USS Garrett County (AGP-786)
- USS Harnett County (AGP-821)
- USS Hunterdon County (AGP-838)
- USS Graham County (AGP-1176)

## Surveying Ships (AGS)
- USS Pathfinder (AGS-1)
- USS Hydrographer (AGS-2)
- USS Oceanographer (AGS-3)
- USS Bowditch (AGS-4)
- USS Sumner (AGS-5)
- USS Derickson (AGS-6)
- USS Littlehales (AGS-7)
- USS Dutton (AGS-8)
- USS Amistead Rust (AGS-9)
- USS John Blish (AGS-10)
- USS Chauvenet (AGS-11)
- USS Harkness (AGS-12)
- USS James M. Gilliss (AGS-13)
- USS Simon Newcomb (AGS-14)
- USS Tanner (AGS-15)
- USS Maury (AGS-16)
- USS Pursuit (AGS-17)
- USS Requisite (AGS-18)
- USS Sheldrake (AGS-19)
- USS Prevail (AGS-20)
- USNS Bowditch (T-AGS-21)
- USNS Dutton (T-AGS-22)
- USNS Michelson (T-AGS-23)
- USS Seranno (AGS-24)
- USNS Kellar (T-AGS-25)
- USNS Silas Bent (T-AGS-26)
- USNS Elisha Kent Kane (T-AGS-27)
- USS Towhee (AGS-28)
- USNS Chauvenet (T-AGS-29)
- USS San Pablo (AGS-30)
- USNS S. P. Lee (T-AGS-31)
- USNS Harkness (T-AGS-32)
- USNS Wilkes (T-AGS-33)
- USNS Wyman (T-AGS-34)
- USNS Sgt. George D. Keathley (T-AGS-35)
- USS Coastal Crusader (AGS-36)
- USNS Twin Falls (T-AGS-37)
- USNS H. H. Hess (T-AGS-38)
- USNS Maury (T-AGS-39)
- USNS Tanner (T-AGS-40)
- USNS Waters (T-AGS-45)
- USS Rehoboth (AGS-50)
- USNS John McDonnell (T-AGS-51)
- USNS Littlehales (T-AGS-52)
- USNS Pathfinder (T-AGS-60)
- USNS Sumner (T-AGS-61)
- USNS Bowditch (T-AGS-62)
- USNS Henson (T-AGS-63)
- USNS Bruce C. Heezen (T-AGS-64)
- USNS Mary Sears (T-AGS-65)
- USNS Maury (T-AGS-66)

## Coastal Survey Ships (AGSC)
- USS Dutton (AGSC-8)
- USS John Blish (AGSC-10)
- USS Harkness (AGSC-12)
- USS James M. Gilliss (AGSC-13)
- USS Simon Newcomb (AGSC-14)
- USS Littlehales (AGSC-15)

## Technical Research Ships (AGTR)
- USS Oxford (AGTR-1)
- USS Georgetown (AGTR-2)
- USS Jamestown (AGTR-3)
- USS Belmont (AGTR-4)
- USS Liberty (AGTR-5)

## Hospital Ships (AH)
- USS Relief (AH-1)
- USS Solace (AH-2)
- USS Comfort (AH-3)
- USS Mercy (AH-4)
- USS Solace (AH-5)
- USS Comfort (AH-6)
- USS Hope (AH-7)
- USS Mercy (AH-8)
- USS Bountiful (AH-9)
- USS Samaritan (AH-10)
- USS Refuge (AH-11)
- USS Haven (AH-12)
- USS Benevolence (AH-13)
- USS Tranquility (AH-14)
- USS Consolation (AH-15)
- USS Repose (AH-16)
- USS Sanctuary (AH-17)
- USS Rescue (AH-18)
- USNS Mercy (T-AH-19)
- USNS Comfort (T-AH-20)

## Dry Cargo Ships (AK, T-AK)
- USS Houston (AK-1)
- USS Kittery (AK-2)
- USS Newport News (AK-3)
- USS Bath (AK-4)
- USS Gulfport (AK-5)
- USS Beaufort (AK-6)
- USS Pensacola (AK-7)
- USS Astoria (AK-8)
- USS Long Beach (AK-9)
- USS Quincy (AK-10)
- USS Robert L. Barnes (AK-11)
- USS Arcturus (AK-12)
- USS Capella (AK-13)
- USS Regulus (AK-14)
- USS Sirius (AK-15)
- USS Spica (AK-16)
- USS Vega (AK-17)
- USS Arcturus (AK-18)
- USS Procyon (AK-19)
- USS Bellatrix (AK-20)
- USS Electra (AK-21)
- USS Fomalhaut (AK-22)
- USS Alchiba (AK-23)
- USS Alcyone (AK-24)
- USS Algorab (AK-25)
- USS Alhena (AK-26)
- USS Almaack (AK-27)
- USS Betelgeuse (AK-28)
- USS Delta (AK-29)
- USS Hamul (AK-30)
- USS Markab (AK-31)
- USS Liberty (AK-35)
- USS Edenton (AK-38)
- USS Hercules (AK-41)
- USS Mercury (AK-42)
- USS Jupiter (AK-43)
- USS Aroostook (AK-44)
- USS Stratford (AK-45)
- USS Pleiades (AK-46)
- USS Aquila (AK-47)
- USS Pegasus (AK-48)
- USS Saturn (AK-49)
- USS Aries (AK-51)
- USS Matinicus (AK-52)
- USS Libra (AK-53)
- USS Pollux (AK-54)
- USS Titana (AK-55)
- USS Oberon (AK-56)
- USS Kopara (AK-62)
- USS Asterion (AK-63)
- USS Andromeda (AK-64)
- USS Aquarius (AK-65)
- USS Centaurus (AK-66)
- USS Cepheus (AK-67)
- USS Thuban (AK-68)
- USS Virgo (AK-69)
- USS Crater (AK-70)
- USS Adhara (AK-71)
- USS Aludra (AK-72)
- USS Arided (AK-73)
- USS Carina (AK-74)
- USS Cassiopeia (AK-75)
- USS Celeno (AK-76)
- USS Cetus (AK-77)
- USS Deimos (AK-78)
- USS Draco (AK-79)
- USS Enceladus (AK-80)
- USS Europa (AK-81)
- USS Hydra (AK-82)
- USS Media (AK-83)
- USS Mira (AK-84)
- USS Nashira (AK-85)
- USS Norma (AK-86)
- USNS Sagitta (T-AK-87)
- USS Tucana (AK-88)
- USS Vela (AK-89)
- USS Albireo (AK-90)
- USS Cor Caroli (AK-91)
- USS Eridanus (AK-92)
- USS Etamin (AK-93)
- USS Mintaka (AK-94)
- USS Murzim (AK-95)
- USS Sterope (AK-96)
- USS Serpens (AK-97)
- USS Auriga (AK-98)
- USS Bootes (AK-99)
- USS Lynx (AK-100)
- USS Asterion (AK-100) - numéro dupliqué
- USS Lyra (AK-101)
- USS Atik (AK-101) - numéro dupliqué
- USS Triangulum (AK-102)
- USS Sculptor (AK-103)
- USS Ganymede (AK-104)
- USS Naos (AK-105)
- USS Caelum (AK-106)
- USS Hyperion (AK-107)
- USS Rotanin (AK-108)
- USS Allioth (AK-109)
- USS Alkes (AK-110)
- USS Giansar (AK-111)
- USS Grumium (AK-112)
- USS Rutilicus (AK-113)
- USS Alkaid (AK-114)
- USS Crux (AK-115)
- USS Alderamin (AK-116)
- USS Zaurak (AK-117)
- USS Shaula (AK-118)
- USS Matar (AK-119)
- USS Zaniah (AK-120)
- USS Sabik (AK-121)
- USS Baham (AK-122)
- USS Menkar (AK-123)
- USS Azimech (AK-124)
- USS Lesuth (AK-125)
- USS Megrez (AK-126)
- USS Alnitah (AK-127)
- USS Leonis (AK-128)
- USS Phobos (AK-129)
- USS Arkab (AK-130)
- USS Melucta (AK-131)
- USS Propus (AK-132)
- USS Seginus (AK-133)
- USS Syrma (AK-134)
- USS Venus (AK-135)
- USS Ara (AK-136)
- USS Ascella (AK-137)
- USS Cheleb (AK-138)
- USS Pavo (AK-139)
- USS Situla (AK-140)
- USS Alamosa (AK-156)
- USS Alcona (AK-157)
- USS Amador (AK-158)
- USS Antrim (AK-159)
- USS Autauga (AK-160)
- USS Beaverhead (AK-161)
- USS Beltrami (AK-162)
- USS Blount (AK-163)
- USS Brevard (AK-164)
- USS Bullock (AK-165)
- USS Cabell (AK-166)
- USS Caledonia (AK-167)
- USS Charlevoix (AK-168)
- USS Chatham (AK-169)
- USS Chicot (AK-170)
- USS Claiborne (AK-171)
- USS Clarion (AK-172)
- USS Codington (AK-173)
- USS Colquitt (AK-174)
- USS Craighead (AK-175)
- USS Doddridge (AK-176) (annulé 8/16/45)
- USS Duval (AK-177) (annulé 8/16/45)
- USS Fairfield (AK-178)
- USS Faribault (AK-179)
- USS Fentress (AK-180)
- USS Flagler (AK-181)
- USS Gadsen (AK-182)
- USS Glacier (AK-183)
- USS Grainger (AK-184)
- USS Gwinnett (AK-185)
- USS Habersham (AK-186)
- USS Hennepin (AK-187)
- USS Herkimer (AK-188)
- USS Hidalgo (AK-189)
- USS Kenosha (AK-190)
- USS Lebanon (AK-191)
- USS Lehigh (AK-192)
- USS Lancaster (AK-193)
- USS Marengo (AK-194)
- USS Midland (AK-195)
- USS Minidoka (AK-196)
- USS Muscatine (AK-197)
- USS Muskingum (AK-198)
- USS Nicollet (AK-199)
- USS Pembina (AK-200)
- USS Pemiscot (AK-201)
- USS Pinellas (AK-202)
- USS Pipestone (AK-203)
- USS Pitkin (AK-204)
- USS Poinsett (AK-205)
- USS Pontotoc (AK-206)
- USS Richland (AK-207)
- USS Rockdale (AK-208)
- USS Schuyler (AK-209)
- USS Screven (AK-210)
- USS Sebastian (AK-211)
- USS Somerset (AK-212)
- USS Sussex (AK-213)
- USS Tarrant (AK-214)
- USS Tipton (AK-215)
- USS Traverse (AK-216) (annulé 8/45)
- USS Tulare (AK-217) (annulé 8/45)
- USS Washtenaw (AK-218)
- USS Westchester (AK-219) (annulé 8/45)
- USS Wexford (AK-220)
- USS Kenmore (AK-221)
- USS Livingston (AK-222)
- USS De Grasse (AK-223)
- USS Prince Georges (AK-224)
- USS Allegan (AK-225)
- USS Appanoose (AK-226)
- USS Boulder Victory (AK-227)
- USS Provo Victory (AK-228)
- USS Las Vegas Victory (AK-229)
- USS Manderson Victory (AK-230)
- USS Bedford Victory (AK-231)
- USS Mayfield Victory (AK-232)
- USS Newcastle Victory (AK-233)
- USS Bucyrus Victory (AK-234)
- USS Red Oak Victory (AK-235)
- USS Lakewood Victory (AK-236)
- USNS Greenville Victory (T-AK-237)
- USNS Haiti Victory (T-AK-238)
- USNS Kingsport Victory (T-AK-239)
- USNS Private John R. Towle (T-AK-240)
- USNS Private Francis X. McGraw (T-AK-241)
- USNS Sgt. Andrew Miller (T-AK-242)
- USNS Sgt. Archer T. Gammon (T-AK-243)
- USNS Sgt. Morris E. Crain (T-AK-244)
- USNS Captain Arlo L. Olson (T-AK-245)
- USNS Col. William J. O’Brien (T-AK-246)
- USNS Private John F. Thorson (T-AK-247)
- USNS Sgt. George Peterson (T-AK-248)
- USNS Short Splice (T-AK-249)
- USNS Private Frank J. Petrarca (T-AK-250)
- USNS Lt. George W. G. Boyce (T-AK-251)
- USNS Lt. Robert Craig (T-AK-252)
- USNS Private Joe E. Mann (T-AK-253)
- USNS Sgt. Truman Kimbro (T-AK-254)
- USNS Private Leonard C. Brostrom (T-AK-255)
- USNS Dalton Victory (T-AK-256)
- USS Altair (AK-257)
- USS Antares (AK-258)
- USS Alcor (AK-259)
- USS Betelgeuse (AK-260)
- USS Alchiba (AK-261)
- USS Algorab (AK-262)
- USS Aquarius (AK-263)
- USS Centaurus (AK-264)
- USS Cepheus (AK-265)
- USS Serpens (AK-266)
- USNS Marine Fiddler (T-AK-267)
- USNS Comet (T-AK-269)
- USNS Eltanin (T-AK-270)
- USNS Mirfak (T-AK-271)
- USNS Mizar (T-AK-272)
- USNS Taurus (T-AK-273)
- USNS Lt. James E. Robinson (T-AK-274)
- USNS Private Joseph F. Merrell (T-AK-275)
- USNS Sgt. Jack J. Pendleton (T-AK-276)
- USNS Schuyler Otis Bland (T-AK-277)
- USNS Norwalk (T-AK-279)
- USNS Furman (T-AK-280)
- USNS Victoria (T-AK-281)
- USNS Marshfield (T-AK-282)
- USNS Wyandot (T-AK-283)
- USNS Northern Light (T-AK-284)
- USNS Southern Cross (T-AK-285)
- USNS Vega (T-AK-286)
- USNS Algol (T-AK-287)
- USNS Bellatrix (T-AK-288)
- USNS Denebola (T-AK-289)
- USNS Pollux (T-AK-290)
- USNS Altair (T-AK-291)
- USNS Regulus (T-AK-292)
- USNS Capella (T-AK-293)
- USNS Antares (T-AK-294)
- MV Merlin (T-AK-323)/MV TSgt John A. Chapman (T-AK-323)
- USNS Cleveland (T-AK-851)
- USNS Austral Rainbow (T-AK-1005)
- USNS Cape Nome (T-AK-1014)
- USNS Pioneer Commander (T-AK-2016)
- USNS Pioneer Contractor (T-AK-2018)
- USNS Pioneer Crusader (T-AK-2019)
- USNS Buyer (T-AK-2033)
- USNS Gulf Shipper (T-AK-2035)
- USNS Gulf Trader (T-AK-2036)
- SS Cape Gireadeau (T-AK-2039)
- SS American Eagle (T-AK-2044)
- USNS Green Valley (T-AK-2049)
- USNS Green Wave (T-AK-2050)
- USNS American Cormorant (T-AK-2062)
- USNS Green Harbour (T-AK-2064)
- MV Cpl Louis J. Hauge Jr. (T-AK-3000)
- MV PFC William B. Baugh (T-AK-3001)
- MV PFC James Anderson Junior (T-AK-3002)
- MV 1st Lt Alex Bonnyman (T-AK-3003)
- MV Private Franklin J. Phillips (T-AK-3004)
- SS Sgt Matej Kocak (T-AK-3005)
- SS PFC Eugene A. Obregon (T-AK-3006)
- SS Maj Stephen W. Pless (T-AK-3007)
- MV 2nd Lt John P. Bobo (T-AK-3008)
- MV PFC Dewayne T. Williams (T-AK-3009)
- MV 1st Lt Baldomero Lopez (T-AK-3010)
- MV 1st Lt Jack Lummus (T-AK-3011)
- MV Sgt William R. Button (T-AK 3012)
- USNS 1st Lt Harry L. Martin (T-AK-3015)
- USNS LCpl Roy M. Wheat (T-AK-3016)
- USNS GySgt Fred W. Stockham (T-AK-3017)
- MV Capt. Steven L. Bennett (T-AK-4296)
- MV Maj Bernard F. Fisher (T-AK-4396)
- MV Lt John U. D. Page (T-AK-4496)
- MV SSgt Edward A. Carter Jr. (T-AK-4544)
- MV A1C William H. Pitsenbarger (T-AK-4638)
- MV American Tern (T-AK-4729)
- USNS Cape Adventurer (T-AK-5005)
- USNS Cape Aide (T-AK-5006)
- USNS Cape Ambassador (T-AK-5007)
- USNS Banner (T-AK-5008)
- USNS Cape Ann (T-AK-5009)
- USNS Cape Alexander (T-AK-5010)
- USNS Cape Archway (T-AK-5011)
- USNS Cape Alava (T-AK-5012)
- USNS Cape Avinoff (T-AK-5013)
- USNS Cape Agent (T-AK-5015)
- USNS Lake (T-AK-5016)
- USNS Pride (T-AK-5017)
- USNS Scan (T-AK-5018)
- USNS Courier (T-AK-5019)
- USNS Cape John (T-AK-5022)
- USNS Del Viento (T-AK-5026)
- SS Cape Jacob (T-AK-5029)
- USNS Cape Chalmers (T-AK-5036)
- USNS Cape Canso (T-AK-5037)
- USNS Cape Charles (T-AK-5038)
- USNS Cape Clear (T-AK-5039)
- USNS Cape Canaveral (T-AK-5040)
- USNS Cape Cod (T-AK-5041)
- USNS Cape Carthage (T-AK-5042)
- USNS Cape Catoche (T-AK-5043)
- USNS Gulf Banker (T-AK-5044)
- USNS Gulf Farmer (T-AK-5045)
- USNS Gulf Merchant (T-AK-5046)
- USNS Del Monte (T-AK-5049)
- USNS Del Valle (T-AK-5050)
- SS Cape Gibson (T-AK-5051)
- USNS Cape Breton (T-AK-5056)
- USNS Cape Bover (T-AK-5057)
- USNS Cape Borda (T-AK-5058)
- SS Cape Bon (T-AK-5059)
- USNS Cape Blanco (T-AK-5060)
- SS Cape Fear (T-AK-5061)
- USNS Cape Flattery (T-AK-5070)
- SS Cape Florida (AK-5071)
- SS Cape Farewell (T-AK-5073)
- USNS Cape Catawba (T-AK-5074)
- SS Cape Johnson (T-AK-5075)
- SS Cape Juby (T-AK-5077)
- USNS LTC Calvin P. Titus (T-AK-5089)
- USNS SP5 Eric G. Gibson (T-AK-5091)
- USNS Jeb Stuart (T-AK-9204)
- USNS Buffalo Soldier (T-AK-9301)
- USNS American Merlin (T-AK-9302)
- MV Baffin Strait (T-AK-W9519)
- USNS American Kestrel (T-AK-9651)
- USNS Noble Star (T-AK-9653)
- USNS Green Ridge (T-AK-9655)
- USNS Advantage (T-AK-9682)

## Cargo Ship Dock (T-AKD)
- USNS Point Barrow (T-AKD-1) (reclassified as USNS Point Loma (T-AGDS-2))

## Advanced Auxiliary Dry Cargo Ships (T-AKE)
- USNS Lewis and Clark (T-AKE-1)
- USNS Sacagawea (T-AKE-2)
- USNS Alan Shepard (T-AKE-3)
- USNS Richard E. Byrd (T-AKE-4)
- USNS Robert E. Peary (T-AKE-5)
- USNS Amelia Earhart (T-AKE-6)
- USNS Carl Brashear (T-AKE-7)
- USNS Wally Schirra (T-AKE-8)
- USNS Matthew Perry (T-AKE-9)
- USNS Charles Drew (T-AKE-10)
- USNS Washington Chambers (T-AKE-11)
- USNS William McLean (T-AKE-12)
- USNS Medgar Evers (T-AKE-13)
- USNS Cesar Chavez (T-AKE 14)

## Light Cargo Ships (AKL)
- USS Camano (AKL-1)
- USS Deal (AKL-2)
- USS Elba (AKL-3)
- USS Errol (AKL-4)
- USS Estero (AKL-5)
- USS Jekyl (AKL-6)
- USS Metomkin (AKL-7)
- USS Roque (AKL-8)
- USS Ryer (AKL-9)
- USS Sharps (AKL-10)
- USS Torry (AKL-11)
- USS Mark (AKL-12)
- USNS Tingles (T-AKL-13)
- USS Hewell (AKL-14)
- USS AKL-15
- USS AKL-16
- USNS New Bedford (AKL-17)
- USS AKL-18
- USS AKL-19
- USNS T-AKL-20
- USS AKL-21
- USS AKL-22
- USS AKL-23
- USS AKL-24
- USS Banner (AKL-25)
- USS AKL-26
- USNS T-AKL-27
- USS Brule (AKL-28)
- USS AKL-29
- USS AKL-30
- USS AKL-31
- USS AKL-32
- USS AKL-33
- USS AKL-34
- USS AKL-35
- USS AKL-36
- USS Alcyone (AKL-37)
- USS Alhena (AKL-38)
- USS Almaack (AKL-39)
- USS Deimos (AKL-40)
- USS AKL-41
- USS Renate (AKL-42)
- USS AKL-43
- USS Pueblo (AKL-44)
- USS Palm Beach (AKL-45)
- USNS Redbud (T-AKL-398)

## Net Cargo Ships (AKN)
- USS Indus (AKN-1)
- USS Sagittarius (AKN-2)
- USS Tuscana (AKN-3)
- USS Keokuk (AKN-4)
- USS Zebra (AKN-5)
- USS Galilea (AKN-6)

## Vehicle Cargo Ships (T-AKR)
- USNS Comet (T-AKR-7)
- USNS Meteor (T-AKR-9)
- SS Cape Island (T-AKR-10)
- SS Cape Intrepid (T-AKR-11)
- MV Cape Texas (T-AKR-112)
- MV Cape Taylor (T-AKR-113)
- USNS Algol (T-AKR-287)
- USNS Bellatrix (T-AKR-288)
- USNS Denebola (T-AKR-289)
- USNS Pollux (T-AKR-290)
- USNS Altair (T-AKR-291)
- USNS Regulus (T-AKR-292)
- USNS Capella (T-AKR-293)
- USNS Antares (T-AKR-294)
- USNS Shughart (T-AKR-295)
- USNS Gordon (T-AKR-296)
- USNS Yano (T-AKR-297)
- USNS Gilliland (T-AKR-298)
- USNS Soderman (T-AKR-299)
- USNS Bob Hope (T-AKR-300)
- USNS Fisher (T-AKR-301)
- USNS Seay (T-AKR-302)
- USNS Mendonca (T-AKR-303)
- USNS Pililaau (T-AKR-304)
- USNS Brittin (T-AKR-305)
- USNS Benavidez (T-AKR-306)
- USNS Watson (T-AKR-310)
- USNS Sisler (T-AKR-311)
- USNS Dahl (T-AKR-312)
- USNS Red Cloud (T-AKR-313)
- USNS Charlton (T-AKR-314)
- USNS Watkins (T-AKR-315)
- USNS Pomeroy (T-AKR-316)
- USNS Soderman (T-AKR-317)
- GTS Adm Wm M. Callaghan (T-AKR-1001)
- SS Cape Nome (T-AKR-1014)
- MV Cape Orlando (T-AKR-2044)
- MV Cape Ducato (T-AKR-5051)
- MV Cape Douglas (T-AKR-5052)
- MV Cape Domingo (T-AKR-5053)
- MV Cape Decision (T-AKR-5054)
- MV Cape Diamond (T-AKR-5055)
- SS Cape Isabel (T-AKR-5062)
- MV Cape May (T-AKR-5063)
- SS Cape Mendocin (T-AKR-5064)
- SS Cape Mohican (T-AKR-5065)
- MV Cape Hudson (T-AKR-5066)
- MV Cape Henry (T-AKR-5067)
- MV Cape Horn (T-AKR-5068)
- MV Cape Edmont (T-AKR-5069)
- SS Cape Flattery (T-AKR-5070)
- SS Cape Inscription (T-AKR-5076)
- MV Cape Lambert (T-AKR-5077)
- MV Cape Lobos (T-AKR-5078)
- MV Cape Knox (T-AKR-5082)
- MV Cape Kennedy (T-AKR-5083)
- MV Cape Vincent (T-AKR-9666)
- MV Cape Rise (T-AKR-9678)
- MV Cape Ray (T-AKR-9679)
- MV Cape Victory (T-AKR-9701)
- MV Cape Trinity (T-AKR-9711)
- MV Cape Race (T-AKR-9960)
- MV Cape Washington (T-AKR-9961)
- MV Cape Wrath (T-AKR-9962)

## General Stores Issue Ships (AKS)
- USS Castor (AKS-1)
- USS Pollux (AKS-2)
- USS Antares (AKS-3)
- USS Pollux (AKS-4)
- USS Acubens (AKS-5)
- USS Kochab (AKS-6)
- USS Luna (AKS-7)
- USS Talita (AKS-8)
- USS Volans (AKS-9)
- USS Cybele (AKS-10)
- USS Gratia (AKS-11)
- USS Hecuba (AKS-12)
- USS Hesperia (AKS-13)
- USS Iolanda (AKS-14)
- USS Liguria (AKS-15)
- USS Blackford (AKS-16)
- USS Dorchester (AKS-17)
- USS Kingman (AKS-18)
- USS Presque Isle (AKS-19)
- USS Mercury (AKS-20)
- USS Belle Isle (AKS-21)
- USS Coasters Harbor (AKS-22)
- USS Cuttyhunk Island (AKS-23)
- USS Avery Island (AKS-24)
- USS Indian Island (AKS-25)
- USS Kent Island (AKS-26)
- USS Electron (AKS-27)
- USS Proton (AKS-28)
- USS Colington (AKS-29)
- USS League Island (AKS-30)
- USS Chimon (AKS-31)
- USS Altair (AKS-32)
- USS Antares (AKS-33)

## Aircraft Transports (AKV, T-AKV)
- USS Kitty Hawk (AKV-1)
- USS Hammondsport (AKV-2)
- USNS LT. James E. Robinson (T-AKV-3)
- USNS Pvt Joseph F. Merrell (T-AKV-4)
- USNS Sgt. Jack J. Pendleton (T-AKV-5)
- USNS Albert M. Boe (T-AKV-6)
- USNS Cardinal O'Connell (T-AKV-7)
- USS Kula Gulf (AKV-8)
- USS Cape Gloucester (AKV-9)
- USS Salerno Bay (AKV-10)
- USS Vella Gulf (AKV-11)
- USS Siboney (AKV-12)
- USS Puget Sound (AKV-13)
- USS Rendova (AKV-14)
- USS Bairoko (AKV-15)
- USS Badoeng Strait (AKV-16)
- USS Saidor (AKV-17)
- USS Sicily (AKV-18)
- USS Point Cruz (AKV-19)
- USS Mindoro (AKV-20)
- USS Rabaul (AKV-21)
- USS Palau (AKV-22)
- USS Tinian (AKV-23)
- USS Nehenta Bay (AKV-24)
- USS Hoggatt Bay (AKV-25)
- USS Kadashan Bay (AKV-26)
- USS Marcus Island (AKV-27)
- USS Savo Island (AKV-28)
- USS Rudyerd Bay (AKV-29)
- USS Sitkoh Bay (AKV-30)
- USS Takanis Bay (AKV-31)
- USS Lunga Point (AKV-32)
- USS Hollandia (AKV-33)
- USS Kwajalein (AKV-34)
- USS Bougainville (AKV-35)
- USS Matanikau (AKV-36)
- USS Commencement Bay (AKV-37)
- USS Block Island (AKV-38)
- USS Gilbert Islands (AKV-39)
- USS Card (AKV-40)
- USNS Core (T-AKV-41)
- USNS Breton (T-AKV-42)
- USNS Croatan (T-AKV-43)

## Net Laying Ships (AN)
- USS Monitor (AN-1)
- USS Montauk (AN-2)
- USS Osage (AN-3)
- USS Saugus (AN-4)
- USS Keokuk (AN-5)
- USS Aloe (AN-6)
- USS Ash (AN-7)
- USS Boxwood (AN-8)
- USS Butternut (AN-9)
- USS Catalpa (AN-10)
- USS Chestnut (AN-11)
- USS Cinchona (AN-12)
- USS Buckeye (AN-13)
- USS Buckthorn (AN-14)
- USS Ebony (AN-15)
- USS Eucalyptus (AN-16)
- USS Chinquapin (AN-17)
- USS Gum Tree (AN-18)
- USS Holly (AN-19)
- USS Elder (AN-20)
- USS Larch (AN-21)
- USS Locust (AN-22)
- USS Mahogany (AN-23)
- USS Mango (AN-24)
- USS Hackberry (AN-25)
- USS Mimosa (AN-26)
- USS Mulberry (AN-27)
- USS Palm (AN-28)
- USS Hazel (AN-29)
- USS Redwood (AN-30)
- USS Rosewood (AN-31)
- USS Sandalwood (AN-32)
- USS Nutmeg (AN-33)
- USS Teaberry (AN-34)
- USS Teak (AN-35)
- USS Pepperwood (AN-36)
- USS Yew (AN-37)
- USS Ailanthus (AN-38)
- USS Bitterbush (AN-39)
- USS Anaqua (AN-40)
- USS Baretta (AN-41)
- USS Cliffrose (AN-42)
- USS Satinleaf (AN-43)
- USS Corkwood (AN-44)
- USS Cornel (AN-45)
- USS Mastic (AN-46)
- USS Canotia (AN-47)
- USS Lancewood (AN-48)
- USS Papaya (AN-49)
- USS Cinnamon (AN-50)
- USS Silverbell (AN-51)
- USS Snowbell (AN-52)
- USS Spicewood (AN-53)
- USS Manchineel (AN-54)
- USS Torchwood (AN-55)
- USS Winterberry (AN-56)
- USS Viburnum (AN-57)
- USS Abele (AN-58)
- USS Terebinth (AN-59)
- USS Catclaw (AN-60)
- USS Chinaberry (AN-61)
- USS Hoptree (AN-62)
- USS Whitewood (AN-63)
- USS Palo Blanco (AN-64)
- USS Palo Verde (AN-65)
- USS Pinon (AN-66)
- USS Shellbark (AN-67)
- USS Silverleaf (AN-68)
- USS Stagbush (AN-69)
- USS Allthorn (AN-70)
- USS Tesota (AN-71)
- USS Yaupon (AN-72)
- USS Precept (AN-73)
- USS Boxelder (AN-74)
- USS Prefect (AN-75)
- USS Satinwood (AN-76)
- USS Seagrape (AN-77)
- USS Cohoes (AN-78)
- USS Etlah (AN-79)
- USS Suncook (AN-80)
- USS Manayunk (AN-81)
- USS Marietta (AN-82)
- USS Nahant (AN-83)
- USS Naubuc (AN-84)
- USS Oneota (AN-85)
- USS Passaconaway (AN-86)
- USS Passaic (AN-87)
- USS Shakamaxon (AN-88)
- USS Tonawanda (AN-89)
- USS Tunxis (AN-90)
- USS Waxsaw (AN-91)
- USS Yazoo (AN-92)

## Fleet Oilers, Fleet Replenishment Oilers (AO, T-AO)
- USS Kanawha (AO-1)
- USS Maumee (AO-2)
- USS Cuyama (AO-3)
- USS Brazos (AO-4)
- USS Neches (AO-5)
- USS Pecos (AO-6)
- USS Arethusa (AO-7)
- USS Sara Thompson (AO-8)
- USS Patoka (AO-9)
- USS Alameda (AO-10)
- USS Sapelo (AO-11)
- USS Ramapo (AO-12)
- USS Trinity (AO-13)
- USS Robert L Barnes (AO-14)
- USS Kaweah (AO-15)
- USS Laramie (AO-16)
- USS Mattole (AO-17)
- USS Rapidan (AO-18)
- USS Salinas (AO-19)
- USS Sepulga (AO-20)
- USS Tippecanoe (AO-21)
- USS Cimarron (AO-22)
- USS Neosho (AO-23)
- USS Platte (AO-24)
- USS Sabine (AO-25)
- USS Salamonie (AO-26)
- USS Kaskaskia (AO-27)
- USS Sangamon (AO-28)
- USS Santee (AO-29)
- USS Chemung (AO-30)
- USS Chenango (AO-31)
- USS Guadalupe (AO-32)
- USS Suwannee (AO-33)
- USS Chicopee (AO-34)
- USS Housatonic (AO-35)
- USS Kennebec (AO-36)
- USS Merrimack (AO-37)
- USS Winooski (AO-38)
- USS Kankakee (AO-39)
- USS Lackawanna (AO-40)
- USS Mattaponi (AO-41)
- USS Monongahela (AO-42)
- USS Tappahannock (AO-43)
- USS Patuxent (AO-44)
- USS Big Horn (AO-45)
- USS Victoria (AO-46)
- USS Neches (AO-47)
- USS Neosho (AO-48)
- USS Suamico (AO-49)
- USS Tallulah (AO-50)
- USS Ashtabula (AO-51)
- USS Cacapon (AO-52)
- USS Caliente (AO-53)
- USS Chikaskia (AO-54)
- USS Elokomin (AO-55)
- USS Aucilla (AO-56)
- USS Marias (AO-57)
- USS Manatee (AO-58)
- USS Mississinewa (AO-59)
- USS Nantahala (AO-60)
- USS Severn (AO-61)
- USS Taluga (AO-62)
- USS Chipola (AO-63)
- USS Tolovana (AO-64)
- USS Pecos (AO-65)
- USS Atascosa (AO-66)
- USS Cache (AO-67)
- USS Chiwawa (AO-68)
- USS Enoree (AO-69)
- USS Escalante (AO-70)
- USS Neshanic (AO-71)
- USS Niobrara (AO-72)
- USS Millicoma (AO-73)
- USS Saranac (AO-74)
- USS Saugatuck (AO-75)
- USS Schuylkill (AO-76)
- USS Cossatot (AO-77)
- USS Chepachet (AO-78)
- USS Cowanesque (AO-79)
- USS Escambia (AO-80)
- USS Kennebago (AO-81)
- USS Cahaba (AO-82)
- USS Mascoma (AO-83)
- USS Ocklawaha (AO-84)
- USS Pamanset (AO-85)
- USS Ponaganset (AO-86)
- USS Sebec (AO-87)
- USS Tomahawk (AO-88)
- USS Pasig (AO-89)
- USS Shikellamy (AO-90)
- USS Pasig (AO-91)
- USS Abatan (AO-92)
- USS Soubarissen (AO-93)
- USS Anacostia (AO-94)
- USS Caney (AO-95)
- USS Tamalpais (AO-96)
- USS Allagash (AO-97)
- USS Caloosahatchee (AO-98)
- USS Canisteo (AO-99)
- USS Chukawan (AO-100)
- USS Cohocton (AO-101)
- USS Concho (AO-102) (annulé 8/18/1945)
- USS Conecuh (AO-103) (annulé 8/18/1945)
- USS Contoocook (AO-104) (annulé 8/18/1945)
- USS Mispillion (AO-105)
- USS Navasota (AO-106)
- USS Passumpsic (AO-107)
- USS Pawcatuck (AO-108)
- USS Waccamaw (AO-109)
- USS Conecuh (AO-110)
- USNS Mission Buenaventura (AO-111)
- USNS Mission Capistrano (AO-112)
- USNS Mission Carmel (AO-113)
- USNS Mission De Pala (AO-114)
- USNS Mission Dolores (AO-115)
- USNS Mission Loreto (AO-116)
- USNS Mission Los Angeles (AO-117)
- USNS Mission Purisima (AO-118)
- USNS Mission San Antonio (AO-119)
- USNS Mission San Carlos (AO-120)
- USNS Mission San Diego (AO-121)
- USNS Mission San Fernando (AO-122)
- USNS Mission San Francisco (AO-123)
- USNS Mission San Gabriel (AO-124)
- USNS Mission San Jose (AO-125)
- USNS Mission San Juan (AO-126)
- USNS Mission San Luis Obispo (AO-127)
- USNS Mission San Luis Rey (AO-128)
- USNS Mission San Miguel (AO-129)
- USNS Mission San Rafael (AO-130)
- USNS Mission Santa Barbara (AO-131)
- USNS Mission Santa Clara (AO-132)
- USNS Mission Santa Cruz (AO-133)
- USNS Mission Santa Ynez (AO-134)
- USNS Mission Solano (AO-135)
- USNS Mission Soledad (AO-136)
- USNS Mission Santa Ana (AO-137)
- USS Cedar Creek (AO-138)
- USS Muir Woods (AO-139)
- USS Pioneer Valley (AO-140)
- USS Sappa Creek (AO-141)
- USS Shawnee Trail (AO-142)
- USS Neosho (AO-143)
- USS Mississinewa (AO-144)
- USS Hassayampa (AO-145)
- USS Kawishiwi (AO-146)
- USS Truckee (AO-147)
- USS Ponchatoula (AO-148)
- USNS Maumee (T-AO-149)
- USS Potomac (AO-150) (en)
- USNS Shoshone (T-AO-151)
- USNS Yukon (T-AO-152)
- USNS Cumberland (T-AO-153)
- USNS Lynchburg (T-AO-154)
- USNS Roanoke (T-AO-155)
- USNS Bull Run (T-AO-156)
- USNS Paoli (T-AO-157)
- USNS Abigua (T-AO-158)
- USNS French Creek (T-AO-159)
- USNS Logan's Fort (T-AO-160)
- USNS Lone Jack (T-AO-161)
- USNS Memphis (T-AO-162)
- USNS Parkersburg (T-AO-163)
- USNS Petrolite (T-AO-164)
- USNS American Explorer (T-AO-165)
- USNS Sealift Pacific (T-AO-168)
- USNS Sealift Arabian Sea (T-AO-169)
- USNS Sealift China Sea (T-AO-170)
- USNS Sealift Indian Ocean (T-AO-171)
- USNS Sealift Atlantic (T-AO-172)
- USNS Sealift Mediterranean (T-AO-173)
- USNS Sealift Caribbean (T-AO-174)
- USNS Sealift Arctic (T-AO-175)
- USNS Sealift Antarctic (T-AO-176)
- USS Cimarron (AO-177)
- USS Monongahela (AO-178)
- USS Merrimack (AO-179)
- USS Willamette (AO-180)
- USNS Potomac (T-AO-181)
- USNS Columbia (T-AO-182)
- USNS Naches (T-AO-183)
- USNS Hudson (T-AO-184)
- USNS Susquehanna (T-AO-185)
- USS Platte (AO-186)
- USNS Henry J. Kaiser (T-AO-187)
- USNS Joshua Humphreys (T-AO-188)
- USNS John Lenthall (T-AO-189)
- USNS Andrew J. Higgins (T-AO-190)
- USNS Benjamin Isherwood (T-AO-191)
- USNS Henry Eckford (T-AO-192)
- USNS Walter S. Diehl (T-AO-193)
- USNS John Ericsson (T-AO-194)
- USNS Leroy Grumman (T-AO-195)
- USNS Kanawha (T-AO-196)
- USNS Pecos (T-AO-197)
- USNS Big Horn (T-AO-198)
- USNS Tippecanoe (T-AO-199)
- USNS Guadalupe (T-AO-200)
- USNS Patuxent (T-AO-201)
- USNS Yukon (T-AO-202)
- USNS Laramie (T-AO-203)
- USNS Rappahannock (T-AO-204)

## Fast Combat Support Ships (AOE, T-AOE)
- USS Sacramento (AOE-1)
- USS Camden (AOE-2)
- USS Seattle (AOE-3)
- USS Detroit (AOE-4)
- AOE-5 annulé
- USNS Supply (T-AOE-6)
- USNS Rainier (T-AOE-7)
- USNS Arctic (T-AOE-8)
- AOE-9 annulé
- USS Bridge (AOE-10)

## Gasoline Tankers (AOG, T-AOG)
- USS Patapsco (AOG-1)
- USS Kern (AOG-2)
- USS Rio Grande (AOG-3)
- USS Wabash (AOG-4)
- USS Susquehanna (AOG-5)
- USS Agawam (AOG-6)
- USS Elkhorn (AOG-7)
- USS Genesee (AOG-8)
- USS Kishwaukee (AOG-9)
- USS Nemasket (AOG-10)
- USS Tombigbee (AOG-11)
- USS Halawa (AOG-12)
- USS Kaloli (AOG-13)
- USS Aroostook (AOG-14)
- USS Conasauga (AOG-15)
- USS Guyandot (AOG-16)
- USS Mettawee (AOG-17)
- USS Pasquotank (AOG-18)
- USS Sakatonchee (AOG-19)
- USS Seekonk (AOG-20)
- USS Sequatchie (AOG-21)
- USS Wautauga (AOG-22)
- USS Ammonusuc (AOG-23)
- USS Sheepscot (AOG-24)
- USS Calamus (AOG-25)
- USS Chiwaukum (AOG-26)
- USS Escatawpa (AOG-27)
- USS Gualala (AOG-28)
- USS Hiwassee (AOG-29)
- USS Kalamazoo (AOG-30)
- USS Kanawha (AOG-31)
- USS Narraguagas (AOG-32)
- USS Ochlockonee (AOG-33)
- USS Oconee (AOG-34)
- USS Ogeechee (AOG-35)
- USS Ontonagon (AOG-36)
- USS Yahara (AOG-37)
- USS Ponchatoula (AOG-38)
- USS Quastinet (AOG-39)
- USS Sacandaga (AOG-40)
- USS Tetonkaha (AOG-41)
- USS Towaliga (AOG-42)
- USS Tularosa (AOG-43)
- USS Wakulla (AOG-44)
- USS Yacona (AOG-45)
- USS Waupaca (AOG-46)
- USS Shikellamy (AOG-47)
- USS Chehalis (AOG-48)
- USS Chestatee (AOG-49)
- USS Chewaucan (AOG-50)
- USS Maquoketa (AOG-51)
- USS Mattabesset (AOG-52)
- USS Namakogon (AOG-53)
- USS Natchaug (AOG-54)
- USS Nespelen (AOG-55)
- USS Noxubee (AOG-56)
- USS Pecatonica (AOG-57)
- USS Pinnebog (AOG-58)
- USS Wacissa (AOG-59)
- USS Manokin (AOG-60)
- USS Sakonnet (AOG-61)
- USS Conemaugh (AOG-62)
- USS Klaskanine (AOG-63)
- USS Klickitat (AOG-64)
- USS Michigamme (AOG-65)
- USS Nanticoke (AOG-66)
- USS Nordaway (AOG-67)
- USS Peconic (AOG-68)
- USS Petaluma (AOG-69)
- USS Piscataqua (AOG-70)
- USS Quinnebaug (AOG-71)
- USS Sebasticook (AOG-72)
- USS Kiamichi (AOG-73)
- USS Tellico (AOG-74)
- USS Truckee (AOG-75)
- USNS Tonti (T-AOG-76)
- USNS Rincon (T-AOG-77)
- USNS Nodaway (T-AOG-78)
- USNS Petaluma (T-AOG-79)
- USNS Piscataqua (T-AOG-80)
- USNS Alatna (T-AOG-81)
- USNS Chattahoochee (T-AOG-82)

## Replenishment Oilers (AOR)
- USS Wichita (AOR-1)
- USS Milwaukee (AOR-2)
- USS Kansas City (AOR-3)
- USS Savannah (AOR-4)
- USS Wabash (AOR-5)
- USS Kalamazoo (AOR-6)
- USS Roanoke (AOR-7)
- USS Conecuh (AOR-110)

## Oil Transporters (T-AOT)
- USNS Tallulah (T-AOT-50)
- USNS Cache (T-AOT-67)
- USNS Millicoma (T-AOT-73)
- USNS Saugatuck (T-AOT-75)
- USNS Schuylkill (T-AOT-76)
- USNS Cossatot (T-AOT-77)
- USNS Chepachet (T-AOT-78)
- USNS Cowanesque (T-AOT-79)
- USNS Waccamaw (T-AOT-109)
- USNS Mission Buenaventura (T-AOT-111) (en)
- USNS Mission San Antonio (T-AOT-119) (en)
- USNS Mission San Rafael (T-AOT-130) (en)
- USNS Mission Santa Cruz (T-AOT-133) (en)
- USNS Mission Santa Ynez (T-AOT-134) (en)
- USNS Maumee (T-AOT-149)
- USNS Shoshone (T-AOT-151)
- USNS Yukon (T-AOT-152)
- USNS American Explorer (T-AOT-165)
- USNS Sealift Pacific (T-AOT-168)
- USNS Sealift Arabian Sea (T-AOT-169)
- USNS Sealift China Sea (T-AOT-170)
- USNS Sealift Indian Ocean (T-AOT-171)
- USNS Sealift Atlantic (T-AOT-172)
- USNS Sealift Mediterranean (T-AOT-173)
- USNS Sealift Caribbean (T-AOT-174)
- USNS Sealift Arctic (T-AOT-175)
- USNS Sealift Antarctic (T-AOT-176)
- USNS Potomac (T-AOT-181)
- USNS Columbia (T-AOT-182)
- USNS Naches (T-AOT-183)
- USNS Hudson (T-AOT-184)
- USNS Susquehanna (T-AOT-185)
- USNS Mission Buenaventura (T-AOT-1012)
- MV Gus W. Darnell (T-AOT-1121)
- USNS Paul Buck (T-AOT-1122)
- USNS Samuel L. Cobb (T-AOT-1123)
- USNS Richard G. Matthiesen (T-AOT-1124)
- USNS Lawrence H. Gianella (T-AOT-1125)
- SS Mount Vernon (T-AOT-3009)
- MV Mission Capistrano (T-AOT-5005)
- SS American Osprey (T-AOT-5075)
- SS Mount Washington (T-AOT-5076)
- SS Chesapeake (T-AOT-5084)
- SS Petersburg (T-AOT-9101)

## Transports (AP, T-AP)
- USS Henderson (AP-1)
- USS Doyen (AP-2)
- USS Hancock (AP-3)
- USS Argonne (AP-4)
- USS Chaumont (AP-5)
- USS William Ward Burrows (AP-6)
- USS Wharton (AP-7)
- USS Harris (AP-8)
- USS Zeilin (AP-9)
- USS McCawley (AP-10)
- USS Barnett (AP-11)
- USS Heywood (AP-12)
- USS George F. Elliott (AP-13)
- USS Fuller (AP-14)
- USS William P. Biddle (AP-15)
- USS Neville (AP-16)
- USS Harry Lee (AP-17)
- USS Catlin (AP-19)
- USS Munargo (AP-20)
- USS Wakefield (AP-21)
- USS Mount Vernon (AP-22)
- USS West Point (AP-23)
- USS Orizaba (AP-24)
- USS Leonard Wood (AP-25)
- USS Joseph T. Dickman (AP-26)
- USS Hunter Liggett (AP-27)
- USS Kent (AP-28)
- USS U. S. Grant (AP-29)
- USS Henry T. Allen (AP-30)
- USS Chateau Thierry (AP-31)
- USS St Mihiel (AP-32)
- USS Republic (AP-33)
- USS J. Franklin Bell (AP-34)
- USS American Legion (AP-35)
- USS President Jackson (AP-37)
- USS President Adams (AP-38)
- USS President Hayes (AP-39)
- USS Crescent City (AP-40)
- USS Stratford (AP-41)
- USS Tasker H. Bliss (AP-42)
- USS Hugh L. Scott (AP-43)
- USS Thomas H. Barry (AP-45)
- USS Joseph Hewes (AP-50)
- USS John Penn (AP-51)
- USS Edward Rutledge (AP-52)
- USS Lafayette (AP-53)
- USS Hermitage (AP-54)
- USS Arthur Middleton (AP-55)
- USS Samuel Chase (AP-56)
- USS George Clymer (AP-57)
- USS Charles Carroll (AP-58)
- USS Thomas Stone (AP-59)
- USS Thomas Jefferson (AP-60)
- USS Monticello (AP-61)
- USS Kenmore (AP-62)
- USS Rochambeau (AP-63)
- USS Monrovia (AP-64)
- USS Calvert (AP-65)
- USS Ancon (AP-66)
- USS Dorothea L. Dix (AP-67)
- USS Alameda (AP-68) (nom assigné, jamais utilisé)
- USS Elizabeth C. Stanton (AP-69)
- USS Florence Nightingale (AP-70)
- USS Lyon (AP-71)
- USS Susan B. Anthony (AP-72)
- USS Leedstown (AP-73)
- USS Lejeune (AP-74)
- USS Gemini (AP-75)
- USS Anne Arundel (AP-76)
- USS Thurston (AP-77)
- USS Bayfield (AP-78)
- USS Bolivar (AP-79)
- USS Callaway (AP-80)
- USS Cambria (AP-81)
- USS Cavalier (AP-82)
- USS Chilton (AP-83)
- USS Clay (AP-84)
- USS Custer (AP-85)
- USS DuPage (AP-86)
- USS Elmore (AP-87)
- USS Fayette (AP-88)
- USS Fremont (AP-89)
- USS Henrico (AP-90)
- USS Knox (AP-91)
- USS Lamar (AP-92)
- USS Leon (AP-93)
- USS Ormsby (AP-94)
- USS Pierce (AP-95)
- USS Sheridan (AP-96)
- USS Sumter (AP-97)
- USS Warren (AP-98)
- USS Wayne (APA-54)
- USS Windsor (AP-100)
- USS Wood (AP-101)
- USS Hotspur (AP-102)
- USS President Polk (AP-103)
- USS President Monroe (AP-104)
- USS George F. Elliott (AP-105)
- USS Catskill (AP-106)
- USS Ozark (AP-107)
- USS Osage (AP-108)
- USS Saugus (AP-109)
- USS General John Pope (AP-110)
- USS General A. E. Anderson (AP-111)
- USS General W. A. Mann (AP-112)
- USS General H. W. Butner (AP-113)
- USS General William Mitchell (AP-114)
- USS General George M. Randall (AP-115)
- USS General M. C. Meigs (AP-116)
- USS General W. H. Gordon (AP-117)
- USS General W. P. Richardson (AP-118)
- USS General William Weigel (AP-119)
- USS Admiral W. S. Benson (AP-120) 
/ USNS General Daniel I. Sultan (T-AP-120)
- USS Admiral W. L. Capps (AP-121) 
/ USNS General Hugh J. Gaffey (T-AP-121)
- USS Admiral R. E. Coontz (AP-122) 
/ USNS General Alexander M. Patch (T-AP-122)
- USS Admiral E. W. Eberle (AP-123) 
/ USNS General Simon B. Buckner (T-AP-123)
- USS Admiral C. F. Hughes (AP-124) 
/ USNS General Edwin D. Patrick (T-AP-124)
- USS Admiral H. T. Mayo (AP-125) 
/ USNS General Nelson M. Walker (T-AP-125)
- USS Admiral Hugh Rodman (AP-126) 
/ USNS General Maurice Rose (T-AP-126)
- USS Admiral W. S. Sims (AP-127) 
/ USNS General William O. Darby (T-AP-127))
- USS Admiral D. W. Taylor (AP-128) (annulé 12/16/44)
- USS Admiral F. B. Upham (AP-129) (annulé 12/16/44)
- USS General G. O. Squier (AP-130)
- USS General T. H. Bliss (AP-131)
- USS General J. R. Brooke (AP-132)
- USS General Oswald H. Ernst (AP-133)
- USS General R. L. Howze (AP-134)
- USS General W. M. Black (AP-135)
- USS General H. L. Scott (AP-136)
- USS General S. D. Sturgis (AP-137)
- USS General C. G. Morton (AP-138)
- USS General R. E. Callan (AP-139)
- USS General M. B. Stewart (AP-140)
- USS General A. W. Greely (AP-141)
- USS General C. H. Muir (AP-142)
- USS General H. B. Freeman (AP-143)
- USS General H. F. Hodges (AP-144)
- USS General Harry Taylor (AP-145)
- USS General W. F. Hase (AP-146)
- USS General E. T. Collins (AP-147)
- USS General M. L. Hersey (AP-148)
- USS General J. H. McRae (AP-149)
- USS General M. M. Patrick (AP-150)
- USS General W. C. Langfitt (AP-151)
- USS General Omar Bundy (AP-152)
- USS General R. M. Blatchford (AP-153)
- USS General LeRoy Eltinge (AP-154)
- USS General A. W. Brewster (AP-155)
- USS General D. E. Aultman (AP-156)
- USS General C. C. Ballou (AP-157)
- USS General W. G. Haan (AP-158)
- USS General Stuart Heintzelman (AP-159)
- USS Monitor (AP-160)
- USS Montauk (AP-161)
- USS Kenmore (AP-162)
- USS Livingston (AP-163)
- USS De Grasse (AP-164)
- USS Prince Georges (AP-165)
- USS Comet (AP-166)
- USS John Land (AP-167)
- USS War Hawk (AP-168)
- USS Golden City (AP-169)
- USS Winged Arrow (AP-170)
- USS Storm King (AP-171)
- USS Cape Johnson (AP-172)
- USS Herald of the Morning (AP-173)
- USS Arlington (AP-174)
- USS Starlight (AP-175)
- USS General J. C. Breckinridge (AP-176)
- USS Europa (AP-177)
- USNS Frederick Funston (T-AP-178)
- USNS James O'Hara (T-AP-179)
- USNS David C. Shanks (T-AP-180)
- USNS Fred C. Ainsworth (T-AP-181)
- USNS George W. Goethals (T-AP-182)
- USNS Henry Gibbins (T-AP-183)
- USNS Private Elden H. Johnson (T-AP-184)
- USNS Private William H. Thomas (T-AP-185)
- USNS Sgt. Charles E. Mower (T-AP-186)
- USNS Private Joe P. Martinez (T-AP-187)
- USNS Aiken Victory (T-AP-188)
- USNS Lt. Raymond O. Beaudoin (T-AP-189)
- USNS Private Sadao S. Munemori (T-AP-190)
- USNS Sgt. Howard E. Woodford (T-AP-191)
- USNS Sgt. Sylvester Antolak (T-AP-192)
- USNS Marine Adder (T-AP-193)
- USNS Marine Lynx (T-AP-194)
- USNS Marine Phoenix (T-AP-195)
- USNS Barrett (T-AP-196)
- USNS Geiger (T-AP-197)
- USNS Upshur (T-AP-198)
- USNS Marine Carp (T-AP-199)
- USNS Marine Serpent (T-AP-202)
- SS Empire State (T-AP-1001)

## Self-Propelled Barracks Ships (APB)
- USS Benewah (APB-35)
- USS Colleton (APB-36)
- USS Echols (APB-37)
- USS Marlboro (APB-38)
- USS Mercer (APB-39)
- USS Nueces (APB-40)
- USS Wythe (APB-41)
- USS Yavapai (APB-42)
- USS Yolo (APB-43)
- USS Presque Isle (APB-44)
- USS Blackford (APB-45)
- USS Dorchester (APB-46)
- USS Kingman (APB-47)
- USS Vandenburgh (APB-48)
- USS Accomac (APB-49) (anciennement LST-710)
- USS Cameron (APB-50)
- USS DuPage (APB-51)

## Coastal Transports (APC)
- USNS Sgt. Jonah E. Kelley (T-APC-116)
- USNS Sgt. George D. Keathley (T-APC-117)
- USNS Sgt. Joseph E. Muller (T-APC-118)
- USNS Pvt. Jose F. Valdez (T-APC-119)

## Small Coastal Transports (APc)
- USS APc-1
- USS APc-2
- USS APc-3
- USS APc-4
- USS APc-5
- USS APc-6
- USS APc-7
- USS APc-8
- USS APc-9
- USS APc-10
- USS APc-11
- USS APc-12
- USS APc-13
- USS APc-14
- USS APc-15
- USS APc-16
- USS APc-17
- USS APc-18
- USS APc-19
- USS APc-20
- USS APc-21
- USS APc-22
- USS APc-23
- USS APc-24
- USS APc-25
- USS APc-26
- USS APc-27
- USS APc-28
- USS APc-29
- USS APc-30
- USS APc-31
- USS APc-32
- USS APc-33
- USS APc-34
- USS APc-35
- USS APc-36
- USS APc-37
- USS APc-38
- USS APc-39
- USS APc-40
- USS APc-41
- USS APc-42
- USS APc-43
- USS APc-44
- USS APc-45
- USS APc-46
- USS APc-47
- USS APc-48
- USS APc-49
- USS APc-50
- USS APc-51
- USS APc-52
- USS APc-53
- USS APc-54
- USS APc-55
- USS APc-56
- USS APc-57
- USS APc-58
- USS APc-59
- USS APc-60
- USS APc-61
- USS APc-62
- USS APc-63
- USS APc-64
- USS APc-65
- USS APc-66
- USS APc-67
- USS APc-68
- USS APc-69
- USS APc-70
- USS APc-71
- USS APc-72
- USS APc-73
- USS APc-74
- USS APc-75
- USS APc-76
- USS APc-77
- USS APc-78
- USS APc-79
- USS APc-80
- USS APc-81
- USS APc-82
- USS APc-83
- USS APc-84
- USS APc-85
- USS APc-86
- USS APc-87
- USS APc-88
- USS APc-89
- USS APc-90
- USS APc-91
- USS APc-92
- USS APc-93
- USS APc-94
- USS APc-95
- USS APc-96
- USS APc-97
- USS APc-98
- USS APc-99
- USS APc-100
- USS APc-101
- USS APc-102
- USS APc-103
- USS APc-104
- USS APc-105
- USS APc-106
- USS APc-107
- USS APc-108
- USS APc-109
- USS APc-110
- USS APc-111

## High-speed Transports (APD)
- USS Manley (APD-1)
- USS Colhoun (APD-2)
- USS Gregory (APD-3)
- USS Little (APD-4)
- USS McKean (APD-5)
- USS Stringham (APD-6)
- USS Talbot (APD-7)
- USS Waters (APD-8)
- USS Dent (APD-9)
- USS Brooks (APD-10)
- USS Gilmer (APD-11)
- USS Humphreys (APD-12)
- USS Sands (APD-13)
- USS Schley (APD-14)
- USS Kilty (APD-15)
- USS Ward (APD-16)
- USS Crosby (APD-17)
- USS Kane (APD-18)
- USS Tattnall (APD-19)
- USS Roper (APD-20)
- USS Dickerson (APD-21)
- USS Herbert (APD-22)
- USS Overton (APD-23)
- USS Noa (APD-24)
- USS Rathburne (APD-25)
- USS McFarland (APD-26) — conversion annulé
- USS Williamson (APD-27)
- USS Hulbert (APD-28) — conversion annulé
- USS Barry (APD-29)
- USS Clemson (APD-31)
- USS Goldsborough (APD-32)
- USS George E. Badger (APD-33)
- USS Belknap (APD-34)
- USS Osmond Ingram (APD-35)
- USS Greene (APD-36)
- USS Charles Lawrence (APD-37)
- USS Daniel T. Griffin (APD-38)
- USS Barr (APD-39)
- USS Bowers (APD-40)
- USS England (APD-41)
- USS Gantner (APD-42)
- USS George W. Ingram (APD-43)
- USS Ira Jeffery (APD-44)
- USS Lee Fox (APD-45)
- USS Amesbury (APD-46)
- USS Bates (APD-47)
- USS Blessman (APD-48)
- USS Joseph E. Campbell (APD-49)
- USS Sims (APD-50)
- USS Hopping (APD-51)
- USS Reeves (APD-52)
- USS Hubbard (APD-53)
- USS Chase (APD-54)
- USS Laning (APD-55)
- USS Loy (APD-56)
- USS Barber (APD-57)
- USS Witter (APD-58)
- USS Newman (APD-59)
- USS Liddle (APD-60)
- USS Kephart (APD-61)
- USS Cofer (APD-62)
- USS Lloyd (APD-63)
- USS Scott (APD-64)
- USS Burke (APD-65)
- USS Enright (APD-66)
- USS Jenks (APD-67)
- USS Durik (APD-68)
- USS Yokes (APD-69)
- USS Pavlic (APD-70)
- USS Odum (APD-71)
- USS Jack C. Robinson (APD-72)
- USS Bassett (APD-73)
- USS John P. Gray (APD-74)
- USS Weber (APD-75)
- USS Schmitt (APD-76)
- USS Frament (APD-77)
- USS Bull (APD-78)
- USS Bunch (APD-79)
- USS Hayter (APD-80)
- USS Tatum (APD-81)
- USS Borum (APD-82)
- USS Maloy (APD-83)
- USS Haines (APD-84)
- USS Runels (APD-85)
- USS Hollis (APD-86)
- USS Crosley (APD-87)
- USS Cread (APD-88)
- USS Ruchamkin (APD-89)
- USS Kirwin (APD-90)
- USS Kinzer (APD-91)
- USS Register (APD-92)
- USS Brock (APD-93)
- USS John Q. Roberts (APD-94)
- USS William M. Hobby (APD-95)
- USS Ray K. Edwards (APD-96)
- USS Arthur L. Bristol (APD-97)
- USS Truxtun (APD-98)
- USS Upham (APD-99)
- USS Ringness (APD-100)
- USS Knudson (APD-101)
- USS Rednour (APD-102)
- USS Tollberg (APD-103)
- USS William J. Pattison (APD-104)
- USS Myers (APD-105)
- USS Walter B. Cobb (APD-106)
- USS Earle B. Hall (APD-107)
- USS Harry L. Corl (APD-108)
- USS Belet (APD-109)
- USS Julius A. Raven (APD-110)
- USS Walsh (APD-111)
- USS Hunter Marshall (APD-112)
- USS Earheart (APD-113)
- USS Walter S. Gorka (APD-114)
- USS Rogers Blood (APD-115)
- USS Francovich (APD-116)
- USS Joseph M. Auman (APD-117)
- USS Don O. Woods (APD-118)
- USS Beverly W. Reid (APD-119)
- USS Kline (APD-120)
- USS Raymon W. Herndon (APD-121)
- USS Scribner (APD-122)
- USS Diachenko (APD-123)
- USS Horace A. Bass (APD-124)
- USS Wantuck (APD-125)
- USS Gosselin (APD-126)
- USS Begor (APD-127)
- USS Cavallaro (APD-128)
- USS Donald W. Wolf (APD-129)
- USS Cook (APD-130)
- USS Walter X. Young (APD-131)
- USS Balduck (APD-132)
- USS Burdo (APD-133)
- USS Kleinsmith (APD-134)
- USS Weiss (APD-135)
- USS Carpellotti (APD-136)
- USS DeLong (APD-137)
- USS Coates (APD-138)
- USS Bray (APD-139)

## Evacuation Transports (APH)
- USS Tryon (APH-1)
- USS Pinkney (APH-2)
- USS Rixey (APH-3)
- USS Haven (APH-112)
- USS Tranquillity (APH-114)

## Barracks Craft (APL)
- USS APL-1
- USS APL-2
- USS APL-3
- USS APL-4
- USS APL-5
- USS APL-6
- USS APL-7
- USS APL-8
- USS APL-9
- USS APL-10
- USS APL-11
- USS APL-12
- USS APL-13
- USS APL-14
- USS APL-15
- USS APL-16
- USS APL-17
- USS APL-18
- USS APL-19
- USS APL-20
- USS APL-21
- USS APL-22
- USS APL-23
- USS APL-24
- USS APL-25
- USS APL-26
- USS APL-27
- USS APL-28
- USS APL-29
- USS APL-30
- USS APL-31
- USS APL-32
- USS APL-33
- USS APL-34
- USS APL-35
- USS APL-36
- USS APL-37
- USS APL-38
- USS APL-39
- USS APL-40
- USS APL-41
- USS APL-42
- USS APL-43
- USS APL-44
- USS APL-45
- USS APL-46
- USS APL-47
- USS APL-48
- USS APL-49
- USS APL-50
- USS APL-51
- USS APL-52
- USS APL-53
- USS APL-54
- USS APL-55
- USS APL-56
- USS APL-57
- USS APL-58
- USS APL-59
- USS APL-60
- USS APL-61
- USS APL-62
- USS APL-63
- USS APL-64
- USS APL-65
- USS APL-66

## Mechanized Artillery Transports (APM)
- USS Ashland (APM-1)
- USS Belle Grove (APM-2)
- USS Carter Hall (APM-3)
- USS Epping Forest (APM-4)
- USS Gunston Hall (APM-5)
- USS Lindenwald (APM-6)
- USS Oak Hill (APM-7)
- USS White Marsh (APM-8)
- USS Lakehurst (APM-9)

## Transport and Aircraft Ferries (APV)
- USS Kitty Hawk (APV-1)
- USS Hammondsport (APV-2)
- USS Lakehurst (APV-3)

## Repair Ships (AR)
- USS Medusa (AR-1)
- USS Bridgeport (AR-2)
- USS Prometheus (AR-3)
- USS Vestal (AR-4)
- USS Vulcan (AR-5)
- USS Ajax (AR-6)
- USS Hector (AR-7)
- USS Jason (AR-8)
- USS Delta (AR-9)
- USS Alcor (AR-10)
- USS Rigel (AR-11)
- USS Briareus (AR-12)
- USS Amphion (AR-13)
- USS Cadmus (AR-14)
- USS Mars (AR-16)
- USS Xanthus (AR-19)
- USS Laertes (AR-20)
- USS Dionysus (AR-21)
- USS Klondike (AR-22)
- USS Markab (AR-23)
- USS Grand Canyon (AR-28)

## Battle Damage Repair Ships (ARB)
- USS Aristaeus (ARB-1)
- USS Oceanus (ARB-2)
- USS Phaon (ARB-3)
- USS Zeus (ARB-4)
- USS Midas (ARB-5)
- USS Nestor (ARB-6)
- USS Sarpedon (ARB-7)
- USS Telamon (ARB-8)
- USS Ulysses (ARB-9)
- USS Demeter (ARB-10)
- USS Diomedes (ARB-11)
- USS Helios (ARB-12)
- USS ARB-13

## Cable Repair Ships (ARC)
- USS Portunus (ARC-1)
- USNS Neptune (ARC-2)
- USS Aeolus (ARC-3)
- USS Thor (ARC-4)
- USS Yamacraw (ARC-5)
- USNS Albert J. Myer (T-ARC-6)
- USNS Zeus (ARC-7)

## Internal Combustion Engine Repair Ships (ARG)
- USS Oglala (ARG-1)
- USS Luzon (ARG-2)
- USS Mindanao (ARG-3)
- USS Tutuila (ARG-4)
- USS Oahu (ARG-5)
- USS Cebu (ARG-6)
- USS Culebra Island (ARG-7)
- USS Leyte (ARG-8) (renamed USS Maui)
- USS Mona Island (ARG-9)
- USS Palawan (ARG-10)
- USS Samar (ARG-11)
- USS Basilan (ARG-12)
- USS Burias (ARG-13)
- USS Dumaran (ARG-14)
- USS Masbate (ARG-15)
- USS Kermit Roosevelt (ARG-16)
- USS Hooper Island (ARG-17)
- USS Holland (ARG-18)
- USS Beaver (ARG-19)
- USS Otus (ARG-20)

## Heavy-hull Repair Ship (ARH)
- USS Jason (ARH-1)

## Landing Craft Repair Ships (ARL)
- USS Achelous (ARL-1) (anciennement LST-10)
- USS Amycus (ARL-2)
- USS Agenor (ARL-3)
- USS Adonis (ARL-4)
- USS ARL-5
- USS ARL-6
- USS Atlas (ARL-7)
- USS Egeria (ARL-8)
- USS Endymion (ARL-9)
- USS Coronis (ARL-10)
- USS Creon (ARL-11)
- USS Poseidon (ARL-12)
- USS Menelaus (ARL-13)
- USS Minos (ARL-14)
- USS Minotaur (ARL-15)
- USS Myrmidon (ARL-16)
- USS Numitor (ARL-17)
- USS Pandemus (ARL-18)
- USS Patroclus (ARL-19)
- USS Pentheus (ARL-20)
- USS Proserpine (ARL-21)
- USS Romulus (ARL-22)
- USS Satyr (ARL-23)
- USS Sphinx (ARL-24)
- USS Stentor (ARL-26)
- USS Tantalus (ARL-27)
- USS Typhon (ARL-28)
- USS Amphitrite (ARL-29)
- USS Askari (ARL-30)
- USS Bellerophon (ARL-31)
- USS Bellona (ARL-32)
- USS Chimaera (ARL-33)
- USS ARL-34 - non assigné
- USS Daedalus (ARL-35)
- USS Gordius (ARL-36)
- USS Indra (ARL-37)
- USS Krishna (ARL-38)
- USS Quirinus (ARL-39)
- USS Remus (ARL-40)
- USS Achilles (ARL-41) (anciennement LST-455)
- USS Aelous (ARL-42)
- USS Minerva (ARL-47)

## Rescue and Salvage Ships(en)(ARS)[1],[2]
- USS Viking (ARS-1)
- USS Crusader (ARS-2)
- USS Discoverer (ARS-3)
- USS Redwing (ARS-4)
- USS Diver (ARS-5)
- USS Escape (ARS-6)
- USS Grapple (ARS-7)
- USS Preserver (ARS-8)
- USS Shackle (ARS-9)
- USS Assistance (ARS-10) (non commissionné)
- USS Warbler (ARS-11)
- USS Willet (ARS-12)
- USS Anchor (ARS-13)
- USS Protector (ARS-14)
- USS Extractor (ARS-15)
- USS Extricate (ARS-16)
- USS Restorer (ARS-17)
- USS Rescuer (ARS-18)
- USS Cable (ARS-19)
- USS Chain (ARS-20)
- USS Curb (ARS-21)
- USS Current (ARS-22)
- USS Deliver (ARS-23)
- USS Grasp (ARS-24)
- USS Safeguard (ARS-25)
- USS Seize (ARS-26)
- USS Snatch (ARS-27)
- USS Valve (ARS-28)
- USS Vent (ARS-29)
- USS Accelerate (ARS-30)
- USS Harjurand (ARS-31)
- USS Brant (ARS-32)
- USS Clamp (ARS-33)
- USS Gear (ARS-34)
- USS Weight (ARS-35)
- USS Swivel (ARS-36)
- USS Tackle (ARS-37)
- USS Bolster (ARS-38)
- USS Conserver (ARS-39)
- USS Hoist (ARS-40)
- USS Opportune (ARS-41)
- USS Reclaimer (ARS-42)
- USS Recovery (ARS-43)
- USS Retriever (ARS-44) (annulé 1945)
- USS Skillful (ARS-45) (annulé 1945)
- USS Support (ARS-46) (annulé 1945)
- USS Toiler (ARS-47) (annulé 1945)
- USS Urgent (ARS-48) (annulé 1945)
- USS Willing (ARS-49) (annulé 1945)
- USS Safeguard (ARS-50)
- USS Grasp (ARS-51)
- USS Salvor (ARS-52)
- USS Grapple (ARS-53)

## Salvage Lifting Vessels (ARSD)
- USS Gypsy (ARSD-1)
- USS Mender (ARS(D)-2)
- USS Salvager (ARS(D)-3)
- USS Windlass (ARS(D)-4)

## Salvage Craft Tenders (ARST)
- USS Laysan Island (ARST-1)
- USS Okala (ARST-2)
- USS Palmyra (ARST-3)
- USS Tackle (ARST-4)

## Aircraft Repair Ships (ARV, ARV(E), ARV(A))
- USS Chourre (ARV-1) (anciennement USS Dumaran (ARG-14))
- USS Webster (ARV-2) (anciennement USS Masbate (ARG-15))
- USS Aventinus (ARV(E)-3) (refonte de USS LST-1092)
- USS Chloris (ARV(E)-4) (refonte de USS LST-1094)
- USS Fabius (ARV(A)-5) (refonte de USS LST-1093)
- USS Megara (ARV(A)-6) (refonte deUSS LST-1095)

## Helicopter Aircraft Repair Ships (ARVH)
- USNS Corpus Christi Bay (T-ARVH-1)

## Submarine Tenders (AS)
- USS Fulton (AS-1)
- USS Bushnell (AS-2)
- USS Holland (AS-3)
- USS Alert (AS-4)
- USS Beaver (AS-5)
- USS Camden (AS-6)
- USS Rainbow (AS-7)
- USS Savannah (AS-8)
- USS Canopus (AS-9)
- USS Argonne (AS-10)
- USS Fulton (AS-11)
- USS Sperry (AS-12)
- USS Griffin (AS-13)
- USS Pelias (AS-14)
- USS Bushnell (AS-15)
- USS Howard W. Gilmore (AS-16)
- USS Nereus (AS-17)
- USS Orion (AS-18)
- USS Proteus (AS-19)
- USS Otus (AS-20)
- USS Antaeus (AS-21)
- USS Euryale (AS-22)
- USS Aegir (AS-23)
- USS Anthedon (AS-24)
- USS Apollo (AS-25)
- USS Clytie (AS-26)
- USS Canopus (AS-27)
- USS New England (AS-28)
- AS-29 and AS-30 annulé
- USS Hunley (AS-31)
- USS Holland (AS-32)
- USS Simon Lake (AS-33)
- USS Canopus (AS-34)
- AS-35 annulé
- USS L. Y. Spear (AS-36)
- USS Dixon (AS-37)
- AS-38 annulé
- USS Emory S. Land (AS-39)
- USS Frank Cable (AS-40)
- USS McKee (AS-41)

## Submarine Rescue Vessels (ASR)
- USS Widgeon (ASR-1)
- USS Falcon (ASR-2)
- USS Chewink (ASR-3)
- USS Mallard (ASR-4)
- USS Ortolan (ASR-5)
- USS Pigeon (ASR-6)
- USS Chanticleer (ASR-7)
- USS Coucal (ASR-8)
- USS Florikan (ASR-9)
- USS Greenlet (ASR-10)
- USS Macaw (ASR-11)
- USS Penguin (ASR-12)
- USS Kittiwake (ASR-13)
- USS Petrel (ASR-14)
- USS Sunbird (ASR-15)
- USS Tringa (ASR-16)
- USS Verdin (ASR-17) (annulé 12 aout 1945)
- USS Windhover (ASR-18) (annulé 12 aout 1945)
- USS Bluebird (ASR-19)
- USS Skylark (ASR-20)
- USS Pigeon (ASR-21)
- USS Ortolan (ASR-22)

## Fleet Ocean Tugs (ATF, T-ATF)
- USS Cherokee (ATF-66)
- USS Apache (ATF-67)
- USS Arapaho (ATF-68)
- USS Chippewa (ATF-69)
- USS Choctaw (ATF-70)
- USS Hopi (ATF-71)
- USS Kiowa (ATF-72)
- USS Menominee (ATF-73)
- USS Pawnee (ATF-74)
- USS Sioux (ATF-75)
- USS Ute (ATF-76)
- USS Bannock (ATF-81)
- USS Carib (ATF-82)
- USS Chickasaw (ATF-83)
- USS Cree (ATF-84)
- USS Lipan (ATF-85)/(T-ATF-85)
- USS Mataco (ATF-86)
- USS Moreno (ATF-87)
- USS Narragansett (ATF-88)
- USS Nauset (ATF-89)
- USS Pinto (ATF-90)
- USS Seneca (ATF-91)
- USS Tawasa (ATF-92)
- USS Tekesta (ATF-93)
- USS Yuma (ATF-94)
- USS Zuni (ATF-95)
- USS Abnaki (ATF-96)
- USS Alsea (ATF-97)
- USS Arikara (ATF-98)
- USS Chetco (ATF-99)
- USS Chowanoc (ATF-100)
- USS Cocopa (ATF-101)
- USS Hidatsa (ATF-102)
- USS Hitchiti (ATF-103)
- USS Jicarilla (ATF-104)
- USS Moctobi (ATF-105)
- USS Molala (ATF-106)
- USS Munsee (ATF-107)
- USS Pakana (ATF-108)
- USS Potawatomi (ATF-109)
- USS Quapaw (ATF-110)
- USS Sarsi (ATF-111)
- USS Seranno (ATF-112)
- USS Takelma (ATF-113)
- USS Tawakoni (ATF-114)
- USS Tenino (ATF-115)
- USS Tolowa (ATF-116)
- USS Wateree (ATF-117)
- USS Wenatchee (ATF-118)
- USS Achomawi (ATF-148)
- USS Atakapa (ATF-149)
- USS Avoyel (ATF-150)
- USS Chawasha (ATF-151)
- USS Cahuilla (ATF-152)
- USS Chilula (ATF-153)
- USS Chimariko (ATF-154)
- USS Cusabo (ATF-155)
- USS Luiseno (ATF-156)
- USS Nipmuc (ATF-157)
- USS Mosopelea (ATF-158)
- USS Paiute (ATF-159)
- USS Papago (ATF-160)
- USS Salinan (ATF-161)
- USS Shakori (ATF-162)
- USS Utina (ATF-163)
- USS Yurok (ATF-164)
- USS Yustaga (ATF-165)
- USNS Powhatan (T-ATF-166)
- USNS Narragansett (T-ATF-167)
- USNS Catawba (T-ATF-168)
- USNS Navajo (T-ATF-169)
- USNS Mohawk (T-ATF-170)
- USNS Sioux (T-ATF-171)
- USNS Apache (T-ATF-172)

## Rescue Tugs (ATR)
- USS ATR-1
- USS ATR-2
- USS ATR-3
- USS ATR-4
- USS ATR-5
- USS ATR-6
- USS ATR-7
- USS ATR-8
- USS ATR-9
- USS ATR-10
- USS ATR-11
- USS ATR-12
- USS ATR-13
- USS ATR-14
- USS ATR-15
- USS ATR-16
- USS ATR-17
- USS ATR-18
- USS ATR-19
- USS ATR-20
- USS ATR-21
- USS ATR-22
- USS ATR-23
- USS ATR-24
- USS ATR-25
- USS ATR-26
- USS ATR-27
- USS ATR-28
- USS ATR-29
- USS ATR-30
- USS ATR-31
- USS ATR-32
- USS ATR-33
- USS ATR-34
- USS ATR-35
- USS ATR-36
- USS ATR-37
- USS ATR-38
- USS ATR-39
- USS ATR-40
- USS ATR-41
- USS ATR-42
- USS ATR-43
- USS ATR-44
- USS ATR-45
- USS ATR-46
- USS ATR-47
- USS ATR-51
- USS ATR-52
- USS ATR-53
- USS ATR-54
- USS ATR-55
- USS ATR-56
- USS ATR-57
- USS ATR-58
- USS ATR-59
- USS ATR-60
- USS ATR-61
- USS ATR-62
- USS ATR-63
- USS ATR-64
- USS ATR-65
- USS ATR-66
- USS ATR-67
- USS ATR-68
- USS ATR-69
- USS ATR-70
- USS ATR-71
- USS ATR-72
- USS ATR-73
- USS ATR-74
- USS ATR-75
- USS ATR-76
- USS ATR-77
- USS ATR-78
- USS ATR-79
- USS ATR-80
- USS ATR-81
- USS ATR-82
- USS ATR-83
- USS ATR-84
- USS ATR-85
- USS ATR-86
- USS ATR-87
- USS ATR-88
- USS ATR-89
- USS ATR-90
- USS ATR-91
- USS ATR-92
- USS ATR-93
- USS ATR-94
- USS ATR-95
- USS ATR-96
- USS ATR-97
- USS ATR-98
- USS ATR-99
- USS ATR-100
- USS ATR-101
- USS ATR-102
- USS ATR-103
- USS ATR-104
- USS ATR-105
- USS ATR-106
- USS ATR-107
- USS ATR-108
- USS ATR-109
- USS ATR-110
- USS ATR-111
- USS ATR-112
- USS ATR-113
- USS ATR-114
- USS ATR-115
- USS ATR-116
- USS ATR-117
- USS ATR-118
- USS ATR-119
- USS ATR-120
- USS ATR-121
- USS ATR-122
- USS ATR-123
- USS ATR-124
- USS ATR-125
- USS ATR-126
- USS ATR-127
- USS ATR-128
- USS ATR-129
- USS ATR-130
- USS ATR-131
- USS ATR-132
- USS ATR-133
- USS ATR-134
- USS ATR-135
- USS ATR-136
- USS ATR-137
- USS ATR-138
- USS ATR-139
- USS ATR-140

## Salvage and Rescue Ships (ATS)
- USS Edenton (ATS-1)
- USS Beaufort (ATS-2)
- USS Brunswick (ATS-3)

## Seaplane Tenders (AV)
- USS Wright (AV-1) (reclassé USS San Clemente (AG-79))
- USS Jason (AV-2)
- USS Langley (AV-3)
- USS Curtiss (AV-4)
- USS Albemarle (AV-5)
- USS Patoka (AV-6)
- USS Currituck (AV-7)
- USS Tangier (AV-8)
- USS Pokomoke (AV-9)
- USS Chandeleur (AV-10)
- USS Norton Sound (AV-11)
- USS Pine Island (AV-12)
- USS Salisbury Sound (AV-13)
- USS Kenneth Whiting (AV-14)
- USS Hamlin (AV-15)
- USS St George (AV-16)
- USS Cumberland Sound (AV-17)
- USS Townsend (AV-18) (annulé)
- USS Calibogue (AV-19) (annulé)
- USS Hobe Sound (AV-20) (annulé)
- USS Ashland (AV-21) (annulé)

## Advance Aviation Base Ships (AVB, T-AVB)
- USS Alameda County (AVB-1)
- USS Tallahatchie County (AVB-2)
- SS Wright (T-AVB-3)
- USNS Curtiss (T-AVB-4)

## Destroyer Seaplane Tenders (AVD)
- USS Childs (AVD-1)
- USS Williamson (AVD-2)
- USS George E. Badger (AVD-3)
- USS Clemson (AVD-4)
- USS Goldsborough (AVD-5)
- USS Hulbert (AVD-6)
- USS William B. Preston (AVD-7)
- USS Belknap (AVD-8)
- USS Osmond Ingram (AVD-9)
- USS Ballard (AVD-10)
- USS Thornton (AVD-11)
- USS Gillis (AVD-12)
- USS Greene (AVD-13)
- USS McFarland (AVD-14)

## Guided Missile Ships (AVM)
- USS Norton Sound (AVM-1)

## Small Seaplane Tenders (AVP)
- USS Lapwing (AVP-1) (ex-AM-1)
- USS Heron (AVP-2) (ex-AM-10)
- USS Thrush (AVP-3) (ex-AM-18)
- USS Avocet (AVP-4) (ex-AM-19)
- USS Teal (AVP-5) (ex-AM-23)
- USS Pelican (AVP-6) (ex-AM-27)
- USS Swan (AVP-7) (ex-AM-34)
- USS Gannet (AVP-8) (ex-AM-41)
- USS Sandpiper (AVP-9) (ex-AM-51)
- USS Barnegat (AVP-10)
- USS Biscayne (AVP-11) (reclassifié comme AGC-18)
- USS Casco (AVP-12)
- USS Mackinac (AVP-13)
- USS Childs (AVP-14) (ex-DD-241, reclassifié AVD-1)
- USS Williamson (AVP-15) (ex-DD-244, reclassifié AVD-2)
- USS George E. Badger (AVP-16) (ex-DD-196, reclassifié AVD-3/APD-33)
- USS Clemson (AVP-17) (ex-DD-186, reclassifié AVD-4/APD-31)
- USS Goldsborough (AVP-18) (ex-DD-188, reclassifié AVD-5/APD-32)
- USS Hulbert (AVP-19) (ex-DD-342, ex-AVD-6)
- USS William B. Preston (AVP-20) (ex-DD-344, reclassifié AVD-7)
- USS Humboldt (AVP-21)
- USS Matagorda (AVP-22)
- USS Absecon (AVP-23)
- USS Chincoteague (AVP-24)
- USS Coos Bay (AVP-25)
- USS Half Moon (AVP-26)
- USS Mobjack (AVP-27) (reclassifié AGP-7)
- USS Oyster Bay (AVP-28)
- USS Rockaway (AVP-29)
- USS San Pablo (AVP-30) (reclassifié AGS-30)
- USS Unimak (AVP-31)
- USS Yakutat (AVP-32)
- USS Barataria (AVP-33)
- USS Bering Strait (AVP-34)
- USS Castle Rock (AVP-35)
- USS Cook Inlet (AVP-36)
- USS Corson (AVP-37)
- USS Duxbury Bay (AVP-38)
- USS Gardiners Bay (AVP-39)
- USS Floyds Bay (AVP-40)
- USS Greenwich Bay (AVP-41)
- USS Hatteras (AVP-42) (annulé 4/43)
- USS Hempstead (AVP-43) (annulé 4/43)
- USS Kamishak (AVP-44) (annulé 4/43)
- USS Magothy (AVP-45) (annulé 4/43)
- USS Matanzas (AVP-46) (annulé 4/43)
- USS Metomkin (AVP-47) (annulé 4/43)
- USS Onslow (AVP-48)
- USS Orca (AVP-49)
- USS Rehoboth (AVP-50) (annulé AGS-50)
- USS San Carlos (AVP-51) (reclassifié/renommé Josiah Willard Gibbs (AGOR-1))
- USS Shelikof (AVP-52)
- USS Suisun (AVP-53)
- USS Timbalier (AVP-54)
- USS Valcour (AVP-55) (reclassifié AGF-1)
- USS Wachapreague (AVP-56) (reclassifié AGP-8)
- USS Willoughby (AVP-57) (reclassifié AGP-9)

## Aviation Stores Issue Ships (AVS)
- USS Supply (AVS-1)
- USS Fortune (AVS-2)
- USS Grumium (AVS-3)
- USS Allioth (AVS-4)
- USS Gwinnett (AVS-5)
- USS Nicollet (AVS-6)
- USS Pontotoc (AVS-7)
- USS Jupiter (AVS-8)

## Aircraft Transports (AVT)
- USS Cowpens (AVT-1)
- USS Monterey (AVT-2)
- USS Cabot (AVT-3)
- USS Bataan (AVT-4)
- USS San Jacinto (AVT-5)
- USS Saipan (AVT-6)
- USS Wright (AVT-7)
- USS Franklin (AVT-8)
- USS Bunker Hill (AVT-9)
- USS Leyte (AVT-10)
- USS Philippine Sea (AVT-11)
- USS Tarawa (AVT-12)
- USS Lexington (AVT-16) (Auxiliary Aircraft Landing Training Ship)
- USS Forrestal (AVT-59)

## Distilling Ships (AW)
- USS Stag (AW-1)
- USS Wildcat (AW-2)
- USS Pasig (AW-3)
- USS Abatan (AW-4)

## Lighter-than-Air Aircraft Tender (AZ)
- USS Wright (AZ-1) reclassé comme USS Wright (AV-1)

## Classifications Divers (IX)
- USS Annapolis (IX-1)
- USS Despatch (IX-2)
- USS Briarcliff (IX-3)
- USS Cheyenne (IX-4)
- USS Alton (IX-5)
- USS Iowa (IX-6)
- USS Commodore (IX-7)
- USS Cumberland (IX-8)
- USS Dubuque (IX-9)
- USS Essex (IX-10)
- USS Gopher (IX-11) (ex-Fern)
- USS Hancock (IX-12)
- USS Hartford (IX-13)
- USS Hawk (IX-14)
- USS Prairie State (IX-15) (ex-Illinois)
- USS Tallahassee (IX-16)
- USS Monadnock (IX-17)
- USS Nantucket (IX-18)
- USS Newport (IX-19)
- USS Constellation (IX-20)
- USS Constitution (IX-21)
- USS Oregon (IX-22)
- USS Paducah (IX-23)
- USS Philadelphia (IX-24)
- USS Reina Mercedes (IX-25)
- USS Southery (IX-26)
- USS Sturgeon Bay (IX-27)
- USS Wheeling (IX-28)
- USS Wilmette (IX-29)
- USS Dover (IX-30)
- USS Wolverine (IX-31) (ex-Michigan)
- USS Yantic (IX-32)
- USS Newton (IX-33)
- USS Henry County (IX-34)
- USS Topeka (IX-35)
- USS Light Target Number 2 (IX-36) (ex-Boggs)
- USS Light Target Number 3 (IX-37) (ex-Sinclair)
- USS Empire State (IX-38) (ex-Procyon)
- USS Seattle (IX-39) (ex-Washington)
- USS Olympia (IX-40)
- USS America (IX-41)
- USS Camden (IX-42)
- USS Freedom (IX-43)
- USS Damage Control Hulk Number 1 (IX-44) (ex-Walker)
- USS Favorite (IX-45)
- USS Transfer (IX-46)
- USS Vamarie (IX-47)
- USS Highland Light (IX-48)
- USS Spindrift (IX-49)
- USS Bowdoin (IX-50)
- USS Sea Otter I (IX-51)
- USS Cheng Ho (IX-52)
- USS Sea Otter II (IX-53)
- USS Galaxy (IX-54)
- USS Black Douglas (IX-55)
- USS Navaho (IX-56)
- USS Araner (IX-57)
- USS Dwyn Wen (IX-58)
- USS Volador (IX-59)
- USS Seaward (IX-60)
- USS Geoanna (IX-61)
- USS Vileehi (IX-62)
- USS Zahma (IX-63)
- USS Wolverine (IX-64)
- USS Blue Dolphin (IX-65)
- USS Migrant (IX-66)
- USS Burleson (IX-67)
- USS Guinevere (IX-67) (numéro dupliqué)
- USS Seven Seas (IX-68)
- USS Puritan (IX-69)
- USS Gloria Dalton (IX-70)
- USS Kailua (IX-71)
- USS Liberty Belle (IX-72)
- USS Zaca (IX-73)
- USS Metha Nelson (IX-74)
- USS John M. Howard (IX-75)
- USS Ramona (IX-76)
- USS Juniata (IX-77)
- USS Brave (IX-78)
- USS El Cano (IX-79)
- USS Christiana (IX-80)
- USS Sable (IX-81)
- USS Luster (IX-82)
- USS Ashley (IX-83)
- USS Congaree (IX-84)
- USS Euhaw (IX-85)
- USS Pocotaligo (IX-86)
- USS Saluda (IX-87)
- USS Wimbee (IX-88)
- USS Romain (IX-89)
- USS Forbes (IX-90)
- USS Palomas (IX-91)
- USS Liston (IX-92)
- USS Irene Forsyte (IX-93)
- USS Ronaki (IX-94)
- USS Echo (IX-95)
- USS Richard Peck (IX-96)
- USS Martha's Vineyard (IX-97)
- USS Moosehead (IX-98) (ex-Turner)
- USS Sea Cloud (IX-99)
- USS Racer (IX-100)
- USS Big Chief (IX-101)
- USS Majaba (IX-102)
- USS E.A. Poe (IX-103)
- USS Peter H. Burnett (IX-104)
- USS Panther (IX-105)
- USS Greyhound (IX-106) (ex-Yale)
- USS Zebra (IX-107)
- USS Atlantida (IX-108)
- USS Antelope (IX-109)
- USS Ocelot (IX-110)
- USS Armadillo (IX-111)
- USS Beagle (IX-112)
- USS Camel (IX-113)
- USS Caribou (IX-114)
- USS Elk (IX-115)
- USS Gazelle (IX-116)
- USS Gemsbok (IX-117)
- USS Giraffe (IX-118)
- USS Ibex (IX-119)
- USS Jaguar (IX-120)
- USS Kangaroo (IX-121)
- USS Leopard (IX-122)
- USS Mink (IX-123)
- USS Moose (IX-124)
- USS Panda (IX-125)
- USS Porcupine (IX-126)
- USS Raccoon (IX-127)
- USS Stag (IX-128)
- USS Whippet (IX-129)
- USS Wildcat (IX-130)
- USS Abarenda (IX-131)
- USS Andrew Doria (IX-132)
- USS Antona (IX-133)
- USS Arayat (IX-134)
- USS Arethusa (IX-135)
- USS Carondelet (IX-136)
- USS Celtic (IX-137)
- USS Malvern (IX-138)
- USS Octorara (IX-139)
- USS Quiros (IX-140)
- USS Manileno (IX-141)
- USS Signal (IX-142) (ex-Standard Arrow)
- USS Silver Cloud (IX-143) (ex-Alameda)
- USS Clyde (IX-144)
- USS Villalobos (IX-145)
- USS Fortune (IX-146)
- USS Supply (IX-147)
- USS North Star (IX-148)
- USS Trefoil (IX-149)
- USS Quartz (IX-150)
- USS Silica (IX-151)
- USS Carmita (IX-152) (ex-Slate)
- USS Asphalt (IX-153)
- USS Bauxite (IX-154)
- USS Mustang (IX-155)
- USS City of Dalhart (IX-156)
- USS Orvetta (IX-157)
- USS Limestone (IX-158)
- USS Feldspar (IX-159)
- USS Marl (IX-160)
- USS Barite (IX-161)
- USS Lignite (IX-162)
- USS Cinnabar (IX-163)
- USS Corundum (IX-164)
- USS Flicker (IX-165)
- USS Linnet (IX-166)
- USS Leyden (IX-167)
- USS Southland (IX-168)
- USS President Warfield (IX-169)
- USS Curlew (IX-170)
- USS Albatross (IX-171)
- USS Bluebird (IX-172)
- USS Etamin (IX-173)
- USS Grumium (IX-174)
- USS Kestrel (IX-175)
- USS Kingbird (IX-176)
- USS Nightingale (IX-177)
- USS Banshee (IX-178)
- USS Kenwood (IX-179)
- USS Flamingo (IX-180)
- USS Egret (IX-181)
- USS Donnell (IX-182)
- USS Catbird (IX-183)
- USS Clifton (IX-184)
- USS Stonewall (IX-185)
- USS Dawn (IX-186)
- USS Belusan (IX-187)
- USS Chotauk (IX-188)
- USS Marmora (IX-189)
- USS Nausett (IX-190)
- USS Vandalia (IX-191)
- USS Flambeau (IX-192)
- USS Meredosia (IX-193)
- USS Killdeer (IX-194)
- USS Goshawk (IX-195)
- USS Spark (IX-196)
- USS Mariveles (IX-197)
- USS Cohasset (IX-198)
- USS Barcelo (IX-199)
- USS Maratanza (IX-200)
- USS Sterling (IX-201)
- USS Liberator (IX-202)
- USS Agile (IX-203)
- USS Allioth (IX-204)
- USS Callao (IX-205) (ex-Externsteine)
- USS Chocura (IX-206)
- USS Big Horn (IX-207)
- USS Domino (IX-208)
- USS Seaward (IX-209)
- USS Sea Foam (IX-210)
- USS Castine (IX-211)
- USS IX-212
- USS Serapis (IX-213)
- USS Yucca (IX-214)
- USS Don Marquis (IX-215)
- USS Unicoi (IX-216)
- USS Tackle (IX-217)
- USS Guardoqui (IX-218)
- USS Unknown (IX-219)
- USS Unknown (IX-220)
- USS Eureka (IX-221)
- USS Pegasus (IX-222)
- USS Triana (IX-223)
- USS Aide De Camp (IX-224)
- USS Harcourt (IX-225)
- USS Araner (IX-226)
- USS Gamage (IX-227)
- USS Justin (IX-228)
- USS Inca (IX-229)
- USS Tapacola (IX-230)
- USS Stalwart (IX-231)
- USS Summit (IX-232)
- USS Canandaigua (IX-233)
- USS Eastwind (IX-234)
- USS Royone (IX-235)

IX-236 à IX-299 inutilisés
- USS Prinz Eugen (IX-300)
- USS Dithmarschen (IX-301)
- USS Atlanta (IX-304)
- USS Prowess (IX-305)
- USS IX-306
- USS Brier (IX-307)
- USNS New Bedford (IX-308)
- USS Monob One (IX-309)
- USS IX-310
- USS Benewah (IX-311)
- USCGC Eagle (WIX-327) (IX-327) (ex-Horst Wessel)

IX-328 à IX-500 inutilisés
- USS Elk River (IX-501)
- USS Mercer (IX-502)
- USS Nueces (IX-503)
- USS Echols (IX-504)
- USS IX-505
- USS IX-506
- USS General Hugh J. Gaffey (IX-507) (ex-Admiral W. L. Capps)
- USS Orca (IX-508)
- USS Underwater Explosives Barge Number 1 (IX-509)
- USS IX-510
- USS IX-511
- USS IX-512
- USS IX-513
- USS IX-514 (ex-Bay Lander)
- USS IX-515 (ex-Dorado)
- USS IX-516
- R/V Thomas G. Thompson (IX-517) (ex-Pacific Escort, ex-Gosport, ex-AGOR-9)
- USS Proteus (IX-518)
- USS IX-519
- USS IX-520
- USS IX-521 (ex-Artisan)
- USS IX-522
- USS IX-523
- USS IX-524
- USS IX-525 (ex-Artisan)
- USS IX-526
- USS IX-527
- USS IX-528
- Sea Shadow (IX-529)
- USS IX-530
- USS IX-531
- Joint Venture (IX-532) (en)
- USS IX-533
- USS IX-534
- USS IX-535
- USS IX-536
- USNS Prevail (IX-537) (ex-AGOS-8)
- USS IX-538
- USS IX-539
- USS Neodesha (IX-540) (ex-YTB-815)
- USS IX-541
- USS White Bush (IX-542)
- USS IX-543
- USS IX-544
- USS IX-545

## Screw Tugs
- USS Alert (1861-1865)

## Yard Ferry Boats or Launches (YFB)
- USS Asp (YFB-1)
- USS Admiral Glass (YFB-2)
- USS Berceau (YFB-3)
- USS Cyane (YFB-4)
- USS Ripple (YFB-5)
- USS Despatch (YFB-6)
- USS Leslie (YFB-7)
- USS Navy Yard (YFB-8)
- USS Wave (YFB-10)
- USS Callao (YFB-11)
- USS San Filipe (YFB-12)
- USS Christine (YFB-13)
- USS Aquidneck (YFB-14)
- USS Conanicut (YFB-15)
- USS Manuwai (YFB-16)
- USS Nihoa (YFB-17)
- USS Monhegan (YFB-18)
- USS Vashon (YFB-19)
- USS League Island (YFB-20)
- USS Calistoga (YFB-21)
- USS Jewel (YFB-22)
- USS Senibeil (YFB-23)
- USS Treasure (YFB-24)
- USS Captiva (YFB-25)
- USS Falkner (YFB-26)
- USS Adak (YFB-28)
- USS Pilgrim II (YFB-30)
- USS Gould Island (YFB-31)
- USS Green Island (YFB-32)
- USS Santa Rosa (YFB-33)
- USS San Leandro (YFB-34)
- USS Sequin (YFB-35)
- USS Staten (YFB-36)
- USS Dewees (YFB-37)
- USS Seabrook (YFB-38)
- USS Calodosi (YFB-39)
- USS Quonset (YFB-40)
- USS Lillian Anne (YFB-41)
- USS Asquith (YFB-42)
- USS Colington (YFB-43)
- USS Royston (YFB-44)
- USS Sheffield (YFB-45)
- USS North (YFB-46)
- USS YFB-47
- USS YFB-48
- USS Metinic (YFB-49)
- USS Magdalena (YFB-54)
- USS Delta King (YFB-55)
- USS Delta Queen (YFB-56)
- USS San Felipe (YFB-57)
- USS Lacosta (YFB-58)
- USS Arrowsic (YFB-59)
- USS YFB-60
- USS YFB-65
- USS YFB-66
- USS San Felipe (YFB-79)
- USS YFB-82
- USS Waa Hele Honoa (YFB-83)
- USS YFB-86
- USS Moko Holo Hele (YFB-87)
- USS YFB-88
- USS YFB-89
- USS YFB-90
- USS YFB-91
- USS YFB-92
- USS YFB-93
- USS YFB-94
- USS YFB-95
- USS YFB-132
- USS Dart (YFB-308)
- USS Santa Rita (YFB-681)
- USS Rosal (YFB-682)
- USS Camia (YFB-683)
- USS Dapdap (YFB-684)
- USS Rivera (YFB-685)
- USS Magdalena (YFB-687)
- USS Yacal (YFB-688)
- USS Taposa (YFB-1163)
- USS Patchogue (YFB-1227)
- USS YFB-1504
- USS YFB-1516
- USS Porpoise (YFB-2047)
- USS YFB-2494
- USS Atlantic (YFB-3268)
- USS YFB-4753

## Yard Motor Tugs (YMT)
- USS YMT-1
- USS YMT-2
- USS YMT-3
- USS YMT-4
- USS YMT-5
- USS YMT-6
- USS YMT-7
- USS YMT-8
- USS YMT-9
- USS YMT-10
- USS YMT-11
- USS YMT-12
- USS YMT-13
- USS YMT-14
- USS YMT-15
- USS YMT-16
- USS YMT-17
- USS YMT-18
- USS YMT-19
- USS YMT-20
- USS YMT-21
- USS YMT-22
- USS YMT-23
- USS YMT-24
- USS YMT-25
- USS YMT-26
- USS YMT-27
- USS YMT-28
- USS YMT-29
- USS YMT-30
- USS YMT-31

## Yard Net Tenders (YN)
- USS Aloe (YN-1)
- USS Ash (YN-2)
- USS Boxwood (YN-3)
- USS Butternut (YN-4)
- USS Catalpa (YN-5)
- USS Chestnut (YN-6)
- USS Cinchona (YN-7)
- USS Buckeye (YN-8)
- USS Buckthorn (YN-9)
- USS Ebony (YN-10)
- USS Eucalyptus (YN-11)
- USS Chinquapin (YN-12)
- USS Gum Tree (YN-13)
- USS Holly (YN-14)
- USS Elder (YN-15)
- USS Larch (YN-16)
- USS Locust (YN-17)
- USS Mahogany (YN-18)
- USS Mango (YN-19)
- USS Hackberry (YN-20)
- USS Mimosa (YN-21)
- USS Mulberry (YN-22)
- USS Palm (YN-23)
- USS Hazel (YN-24)
- USS Redwood (YN-25)
- USS Rosewood (YN-26)
- USS Sandalwood (YN-27)
- USS Nutmeg (YN-28)
- USS Teaberry (YN-29)
- USS Teak (YN-30)
- USS Pepperwood (YN-31)
- USS Yew (YN-32)
- USS Hopocan (YN-33)
- USS Menewa (YN-34)
- USS Oneka (YN-35)
- USS Mahaska (YN-36)
- USS Keshena (YN-37)
- USS Canasatego (YN-38)
- USS Donacona (YN-39)
- USS Mankato (YN-40)
- USS Metea (YN-41)
- USS Okisko (YN-42)
- USS Tahchee (YN-43)
- USS Tamaha (YN-44)
- USS Wapasha (YN-45)
- USS Namontack (YN-46)
- USS Cockenoe (YN-47)
- USS Katlian (YN-48)
- USS Neswage (YN-49)
- USS Annawan (YN-50)
- USS Metacom (YN-51)
- USS Tamaque (YN-52)
- USS Marin (YN-53)
- USS Noka (YN-54)
- USS Nawat (YN-55)
- USS Wapello (YN-56)
- USS Ailanthus (YN-57)
- USS Bitterbush (YN-58)
- USS Anaqua (YN-59)
- USS Baretta (YN-60)
- USS Cliffrose (YN-61)
- USS Satinleaf (YN-62)
- USS Corkwood (YN-63)
- USS Cornel (YN-64)
- USS Mastic (YN-65)
- USS Canotia (YN-66)
- USS Lancewood (YN-67)
- USS Papaya (YN-68)
- USS Cinnamon (YN-69)
- USS Silverbell (YN-70)
- USS Snowbell (YN-71)
- USS Spicewood (YN-72)
- USS Manchineel (YN-73)
- USS Torchwood (YN-74)
- USS Winterberry (YN-75)
- USS Viburnum (YN-76)
- USS Abele (YN-77)
- USS Terebinth (YN-78)
- USS Precept (YN-79)
- USS Boxelder (YN-80)
- USS Catclaw (YN-81)
- USS Chinaberry (YN-82)
- USS Hoptree (YN-83)
- USS Whitewood (YN-84)
- USS Palo Blanco (YN-85)
- USS Palo Verde (YN-86)
- USS Pinon (YN-87)
- USS Prefect (YN-88)
- USS Satinwood (YN-89)
- USS Seagrape (YN-90)
- USS Shellbark (YN-91)
- USS Silverleaf (YN-92)
- USS Stagbush (YN-93)
- USS Allthorn (YN-94)
- USS Tesota (YN-95)
- USS Yaupon (YN-96)
- USS Cohoes (YN-97)
- USS Etlah (YN-98)
- USS Suncook (YN-99)
- USS Manayunk (YN-100)
- USS Marietta (YN-101)
- USS Nahant (YN-102)
- USS Naubuc (YN-109)
- USS Oneota (YN-110)
- USS Passaconaway (YN-111)
- USS Passaic (YN-113)
- USS Shakamaxon (YN-114)
- USS Tonawanda (YN-115)
- USS Tunxis (YN-119)
- USS Waxsaw (YN-120)
- USS Yazoo (YN-121)

## Net Tender Tugs (YNT)
- USS Hopocan (YNT-1)
- USS Menewa (YNT-2)
- USS Oneka (YNT-3)
- USS Mahaska (YNT-4)
- USS Keshena (YNT-5)
- USS Canasatego (YNT-6)
- USS Donacona (YNT-7)
- USS Mankato (YNT-8)
- USS Metea (YNT-9)
- USS Okisko (YNT-10)
- USS Nawat (YNT-11)
- USS Tamaha (YNT-12)
- USS Wapasha (YNT-13)
- USS Namontack (YNT-14)
- USS Cockenoe (YNT-15)
- USS Katlian (YNT-16)
- USS Neswage (YNT-17)
- USS Annawan (YNT-18)
- USS Metacom (YNT-19)
- USS Tamaque (YNT-20)
- USS Marin (YNT-21)
- USS Noka (YNT-22)
- USS Nawat (YNT-23)
- USS Wapello (YNT-24)

## Yard Tugs (YT)
- USS Wahneta (YT-1)
- USS Iwana (YT-2)
- USS Narkeeta (YT-3)
- USS Unadilla (YT-4)
- USS Samoset (YT-5)
- USS Penacook (YT-6)
- USS Pawtucket (YT-7)
- USS Pentucket (YT-8)
- USS Sotoyomo (YT-9)
- USS Triton (YT-10)
- USS Fortune (YT-11)
- USS Cayuga (YT-12)
- USS Hercules (YT-13)
- USS Lively (YT-14)
- USS Massasoit (YT-15)
- USS Modoc (YT-16)
- USS Mohawk (YT-17)
- USS Nottoway (YT-18)
- USS Nyack (YT-19)
- USS Passaic (YT-20)
- USS Pawnee (YT-21)
- USS Rocket (YT-22)
- USS Sebago (YT-23)
- USS Tecumseh (YT-24)
- USS Vigilant (YT-25)
- USS Wicomico (YT-26)
- USS Wompatuck (YT-27)
- USS Advance (YT-28)
- USS Barnett (YT-29)
- USS Bouker No. 2 (YT-30)
- USS Saco (YT-31)
- USS Catawba (YT-32)
- USS Mendota (YT-33)
- USS Dreadnaught (YT-34)
- USS Nausett (YT-35)
- USS Choptank (YT-36)
- USS Yuma (YT-37)
- USS John L. Lawrence (YT-38)
- USS Navigator (YT-39)
- USS Nonpareil (YT-40)
- USS Chase S. Osborne (YT-41)
- USS Penobscot (YT-42)
- USS Pocomoke (YT-43)
- USS Adirondack (YT-44)
- USS James Wooley (YT-45)
- USS YT-46
- USS YT-47
- USS YT-48
- USS YT-49
- USS YT-50
- USS YT-51
- USS YT-52
- USS YT-53
- USS YT-54
- USS YT-55
- USS YT-56
- USS YT-57
- USS YT-58
- USS YT-59
- USS YT-60
- USS YT-61
- USS YT-62
- USS YT-63
- USS YT-64
- USS YT-65
- USS YT-66
- USS YT-67
- USS YT-68
- USS YT-69
- USS YT-70
- USS YT-71
- USS YT-72
- USS YT-73
- USS YT-74
- USS YT-75
- USS YT-76
- USS YT-77
- USS YT-78
- USS YT-79
- USS YT-80
- USS YT-81
- USS YT-82
- USS YT-83
- USS YT-84
- USS YT-85
- USS YT-86
- USS YT-87
- USS YT-88
- USS YT-89
- USS YT-90
- USS YT-91
- USS YT-92
- USS YT-93
- USS YT-94
- USS YT-95
- USS YT-96
- USS YT-97
- USS YT-98
- USS YT-99
- USS YT-100
- USS YT-101
- USS Alida (YT-102)
- USS Balanga (YT-103)
- USS Banaag (YT-104)
- USS Barcelo (YT-105)
- USS Christine (YT-106)
- USS Iona (YT-107)
- USS Mercedes (YT-108)
- USS Peoria (YT-109)
- USS Uncas (YT-110)
- USS YT-111
- USS Active (YT-112)
- USS Diligent (YT-113)
- USS Choctaw (YT-114)
- USS Reindeer (YT-115)
- USS Vaga (YT-116)
- USS YT-117
- USS YT-118
- USS Geronimo (YT-119)
- USS Stallion (YT-120)
- USS Arapaho (YT-121)
- USS Tillamook (YT-122)
- USS Wando (YT-123)
- USS Chemung (YT-124)
- USS Undaunted (YT-125)
- USS Challenge (YT-126)
- USS Patriot (YT-127)
- USS Powhatan (YT-128)
- USS Osceola (YT-129)
- USS YT-130
- USS Massasoit (YT-131)
- USS YT-132
- USS Narkeeta (YT-133)
- USS Wahneta (YT-134)
- USS Cahokia (YT-135)
- USS Tamaroa (YT-136)
- USS J. M. Woodworth (YT-137)
- USS Woban (YT-138)
- USS Ala (YT-139)
- USS Wahtah (YT-140)
- USS Heekon (YT-141)
- USS Nokomis (YT-142)
- USS YT-143
- USS YT-144
- USS Montezuma (YT-145)
- USS Hoga (YT-146)
- USS Tazhia (YT-147)
- USS Wenonah (YT-148)
- USS Toka (YT-149)
- USS Woyot (YT-150)
- USS Konoka (YT-151)
- USS YT-152
- USS YT-153
- USS YT-154
- USS YT-155
- USS YT-156
- USS YT-157
- USS YT-158
- USS YT-159
- USS YT-160
- USS YT-161
- USS YT-162
- USS YT-163
- USS YT-164
- USS YT-165
- USS YT-166
- USS YT-167
- USS YT-168
- USS YT-169
- USS Alloway (YT-170)
- USS Yaquima (YT-171)
- USS Sparrow (YT-172)
- USS Manistee (YT-173)
- USS Allaquippa (YT-174)
- USS Chekilli (YT-175)
- USS Junaluska (YT-176)
- USS Black Fox (YT-177)
- USS Dekaury (YT-178)
- USS Lone Wolf (YT-179)
- USS Madokawando (YT-180)
- USS Mazapeta (YT-181)
- USS Mawkaw (YT-182)
- USS YT-184
- USS YT-185
- USS YT-186
- USS Canonicus (YT-187)
- USS Negwagon (YT-188)
- USS Nepanet (YT-189)
- USS Orono (YT-190)
- USS Osamekin (YT-191)
- USS Pessacus (YT-192)
- USS Sassacus (YT-193)
- USS Squanto (YT-194)
- USS Yonaguska (YT-195)
- USS YT-196
- USS YT-197
- USS YT-198
- USS YT-199
- USS YT-200
- USS YT-201
- USS YT-202
- USS YT-203
- USS YT-204
- USS YT-205
- USS YT-206
- USS YT-207
- USS YT-208
- USS YT-209
- USS YT-210
- USS YT-211
- USS YT-212
- USS YT-213
- USS Cahto (YT-215)
- USS Cochise (YT-216)
- USS Ensenore (YT-217)
- USS Achigan (YT-218)
- USS Hatak (YT-219)
- USS Iona (YT-220)
- USS Kabout (YT-221)
- USS Kasota (YT-222)
- USS Mahackemo (YT-223)
- USS Manada (YT-224)
- USS Maquinna (YT-225)
- USS Chaska (YT-226)
- USS Alamingo (YT-227)
- USS Alamuchee (YT-228)
- USS Alarka (YT-229)
- USS YT-230
- USS YT-231
- USS YT-232
- USS YT-233
- USS YT-234
- USS YT-235
- USS YT-236
- USS YT-237
- USS Bomazeen (YT-238)
- USS YT-239
- USS YT-240
- USS Uncas (YT-242)
- USS YT-243
- USS YT-244
- USS YT-245
- USS Tavibo (YT-246)
- USS YT-247
- USS YT-248
- USS YT-249
- USS YT-250
- USS YT-251
- USS Dekanisora (YT-252)
- USS Anacot (YT-253)
- USS Menatonon (YT-254)
- USS Kennesaw (YT-255)
- USS Menoquet (YT-256)
- USS Minooka (YT-257)
- USS Moanahonga (YT-258)
- USS Arivaca (YT-259)
- USS Nasomee (YT-260)
- USS Nawona (YT-261)
- USS Oneyana (YT-262)
- USS Neoga (YT-263)
- USS Awatobi (YT-264)
- USS Hiawatha (YT-265)
- USS Pocahontas (YT-266)
- USS Pogatacut (YT-267)
- USS Red Cloud (YT-268)
- USS Sakarissa (YT-269)
- USS Satanta (YT-270)
- USS Minnehaha (YT-271)
- USS Iwana (YT-272)
- USS Tecumseh (YT-273)
- USS Pokagon (YT-274)
- USS Epanow (YT-275)
- USS Tavibo (YT-276)
- USS Onockatin (YT-277)
- USS Ossahinta (YT-278)
- USS Penacook (YT-279)
- USS Tuscola (YT-280)
- USS Peshewah (YT-281)
- USS Piomingo (YT-282)
- USS Pitchlynn (YT-283)
- USS Neokautah (YT-284)
- USS Poquim (YT-285)
- USS Quinnapin (YT-286)
- USS Sabeata (YT-287)
- USS Sagaunash (YT-288)
- USS Sakaweston (YT-289)
- USS Canocan (YT-290)
- USS YT-291
- USS YT-292
- USS YT-293
- USS YT-294
- USS YT-295
- USS YT-296
- USS YT-297
- USS YT-298
- USS YT-299
- USS YT-300
- USS YT-301
- USS YT-302
- USS YT-303
- USS YT-304
- USS YT-305
- USS YT-306
- USS YT-307
- USS YT-308
- USS YT-309
- USS YT-310
- USS YT-311
- USS YT-312
- USS YT-313
- USS YT-314
- USS YT-315
- USS YT-316
- USS YT-317
- USS YT-318
- USS YT-319
- USS YT-320
- USS YT-321
- USS YT-322
- USS YT-323
- USS YT-324
- USS Mamo (YT-325)
- USS Sacagawea (YT-326)
- USS Haiglar (YT-327)
- USS Mauvila (YT-328)
- USS YT-330
- USS Namequa (YT-331)
- USS YT-332
- USS YT-333
- USS Dekanawida (YT-334)
- USS Dohasan (YT-335)
- USS Skenandoa (YT-336)
- USS Wampatuck (YT-337)
- USS Nesutan (YT-338)
- USS YT-339
- USS YT-340
- USS Tuscarora (YT-341)
- USS YT-342
- USS Swatane (YT-344)
- USS YT-345
- USS YT-346
- USS Oratamin (YT-347)
- USS YT-348
- USS Neomonni (YT-349)
- USS YT-351
- USS YT-352
- USS YT-353
- USS Corbitant (YT-354)
- USS YT-355
- USS YT-356
- USS YT-357
- USS YT-358
- USS Pawtucket (YT-359)
- USS YT-360
- USS YT-361
- USS YT-362
- USS YT-363
- USS Sassaba (YT-364)
- USS Segwarusa (YT-365)
- USS Waubansee (YT-366)
- USS Wawasee (YT-367)
- USS Shahaka (YT-368)
- USS Shamokin (YT-369)
- USS Skandawati (YT-370)
- USS Smohalla (YT-371)
- USS Tatarrax (YT-372)
- USS Topenebee (YT-373)
- USS Vaga (YT-374)
- USS Oconostota (YT-375)
- USS Winnetka (YT-376)
- USS Candoto (YT-377)
- USS Chicomico (YT-378)
- USS Canuck (YT-379)
- USS Chanagi (YT-380)
- USS Chepanoc (YT-381)
- USS Coatopa (YT-382)
- USS Cochali (YT-383)
- USS Waneta (YT-384)
- USS Wannalancet (YT-385)
- USS Washakie (YT-386)
- USS Watseka (YT-387)
- USS Connewango (YT-388)
- USS Conohasset (YT-389)
- USS Ganadoga (YT-390)
- USS Itara (YT-391)
- USS Mecosta (YT-392)
- USS Nakarna (YT-393)
- USS Winamac (YT-394)
- USS Wingina (YT-395)
- USS Wovoka (YT-396)
- USS Yanegua (YT-397)
- USS Netakhi (YT-398)
- USS Numa (YT-399)
- USS Otokomi (YT-400)
- USS Owachomo (YT-401)
- USS Panameta (YT-402)
- USS Pitamakan (YT-403)
- USS Coshecton (YT-404)
- USS Cusseta (YT-405)
- USS Kittaton (YT-406)
- USS Lonoto (YT-407)
- USS Minniska (YT-408)
- USS Anamosa (YT-409)
- USS Allamakee (YT-410)
- USS Ponkabia (YT-411)
- USS Conchardee (YT-412)
- USS Portobago (YT-413)
- USS Satago (YT-414)
- USS Secota (YT-415)
- USS Sonnicant (YT-416)
- USS Taconnet (YT-417)
- USS Tensaw (YT-418)
- USS Topawa (YT-419)
- USS Wallacut (YT-420)
- USS Windigo (YT-421)
- USS YT-422
- USS YT-427
- USS YT-428
- USS YT-431
- USS YT-432
- USS YT-434
- USS YT-435
- USS YT-436
- USS YT-438
- USS YT-440
- USS YT-441
- USS YT-442
- USS YT-443
- USS YT-444
- USS YT-445
- USS YT-448
- USS YT-451
- USS YT-452
- USS YT-454
- USS YT-455
- USS YT-456
- USS YT-457
- USS Resolute/USS Evea (YT-458)
- USS Edenshaw (YT-459)
- USS Kiasutha (YT-463)
- USS Shabonee (YT-465)
- USS Chipola (YT-466)
- USS YT-482
- USS YT-718
- USS YT-800
- USS YT-801
- USS Valiant (YT-802)
- USS Reliant (YT-803)
- USS Defiant (YT-804)
- USS YT-805
- USS YT-806
- USS YT-807

## Large Harbor Tugs (YTB)
- USS Navigator (YTB-39)
- USS Penobscot (YTB-42)
- USS Wando (YTB-123)
- USS Osceola (YTB-129)
- USS Cahokia (YTB-135)
- USS Tamaroa (YTB-136)
- USS Woban (YTB-138)
- USS Ala (YTB-139)
- USS Wahtah (YTB-140)
- USS Heekon (YTB-141)
- USS Nokomis (YTB-142)
- USS Montezuma (YTB-145)
- USS Hoga (YTB-146)
- USS Tazhia (YTB-147)
- USS Wenonah (YTB-148)
- USS Toka (YTB-149)
- USS Woyot (YTB-150)
- USS Konoka (YTB-151)
- USS Yaquima (YTB-171)
- USS Manistee (YTB-173)
- USS Allaquippa (YTB-174)
- USS Chekilli (YTB-175)
- USS Junaluska (YTB-176)
- USS Black Fox (YTB-177)
- USS Dekaury (YTB-178)
- USS Lone Wolf (YTB-179)
- USS Madokawando (YTB-180)
- USS Mazapeta (YTB-181)
- USS Mawkaw (YTB-182)
- USS Negwagon (YTB-188)
- USS Nepanet (YTB-189)
- USS Orono (YTB-190)
- USS Osamekin (YTB-191)
- USS Pessacus (YTB-192)
- USS Sassacus (YTB-193)
- USS Squanto (YTB-194)
- USS Yonaguska (YTB-195)
- USS Cahto (YTB-215)
- USS Cochise (YTB-216)
- USS Ensenore (YTB-217)
- USS Achigan (YTB-218)
- USS Hatak (YTB-219)
- USS Iona (YTB-220)
- USS Kabout (YTB-221)
- USS Kasota (YTB-222)
- USS Mahackemo (YTB-223)
- USS Manada (YTB-224)
- USS Maquinna (YTB-225)
- USS Chaska (YTB-226)
- USS Alamingo (YTB-227)
- USS Alamuchee (YTB-228)
- USS Alarka (YTB-229)
- USS Bomazeen (YTB-238)
- USS Uncas (YTB-242)
- USS Tavibo (YTB-246)
- USS Dekanisora (YTB-252)
- USS Anacot (YTB-253)
- USS Menatonon (YTB-254)
- USS Kennesaw (YTB-255)
- USS Menoquet (YTB-256)
- USS Minooka (YTB-257)
- USS Moanahonga (YTB-258)
- USS Arivaca (YTB-259)
- USS Nasomee (YTB-260)
- USS Nawona (YTB-261)
- USS Oneyana (YTB-262)
- USS Neoga (YTB-263)
- USS Awatobi (YTB-264)
- USS Hiawatha (YTB-265)
- USS Pocahontas (YTB-266)
- USS Pogatacut (YTB-267)
- USS Red Cloud (YTB-268)
- USS Sakarissa (YTB-269)
- USS Satanta (YTB-270)
- USS Minnehaha (YTB-271)
- USS Iwana (YTB-272)
- USS Tecumseh (YTB-273)
- USS Pokagon (YTB-274)
- USS Epanow (YTB-275)
- USS Tavibo (YTB-276)
- USS Onockatin (YTB-277)
- USS Ossahinta (YTB-278)
- USS Penacook (YTB-279)
- USS Tuscola (YTB-280)
- USS Peshawah (YTB-281)
- USS Piomingo (YTB-282)
- USS Pitchlynn (YTB-283)
- USS Neokautah (YTB-284)
- USS Poquim (YTB-285)
- USS Quinnapin (YTB-286)
- USS Sabeata (YTB-287)
- USS Saguanash (YTB-288)
- USS Sakaweston (YTB-289)
- USS Canocan (YTB-290)
- USS Mamo (YTB-325)
- USS Haiglar (YTB-327)
- USS Mauvila (YTB-328)
- USS Namequa (YTB-331)
- USS YTB-332
- USS Dekanawida (YTB-334)
- USS Dohasan (YTB-335)
- USS Wampatuck (YTB-337)
- USS Nesutan (YTB-338)
- USS Tuscarora (YTB-341)
- USS Swatane (YTB-344)
- USS Oratamin (YTB-347)
- USS Pawtucket (YTB-359)
- USS Sassaba (YTB-364)
- USS Segwarusa (YTB-365)
- USS Waubansee (YTB-366)
- USS Wawasee (YTB-367)
- USS Shahaka (YTB-368)
- USS Shamokin (YTB-369)
- USS Skandawati (YTB-370)
- USS Smohalla (YTB-371)
- USS Tatarrax (YTB-372)
- USS Topenebee (YTB-373)
- USS Vaga (YTB-374)
- USS Oconostota (YTB-375)
- USS Winnetka (YTB-376)
- USS Candoto (YTB-377)
- USS Chicomico (YTB-378)
- USS Canuck (YTB-379)
- USS Chanagi (YTB-380)
- USS Chepanoc (YTB-381)
- USS Coatopa (YTB-382)
- USS Cochali (YTB-383)
- USS Waneta (YTB-384)
- USS Wannalancet (YTB-385)
- USS Washakie (YTB-386)
- USS Watseka (YTB-387)
- USS Connewango (YTB-388)
- USS Conohasset (YTB-389)
- USS Ganadoga (YTB-390)
- USS Itara (YTB-391)
- USS Mecosta (YTB-392)
- USS Nakarna (YTB-393)
- USS Winimac (YTB-394)
- USS Wingina (YTB-395)
- USS Wovoka (YTB-396)
- USS Yanegua (YTB-397)
- USS Natahki (YTB-398)
- USS Numa (YTB-399)
- USS Otokomi (YTB-400)
- USS Owachomo (YTB-401)
- USS Panameta (YTB-402)
- USS Pitamakan (YTB-403)
- USS Coshecton (YTB-404)
- USS Cusseta (YTB-405)
- USS Kittaton (YTB-406)
- USS Lonoto (YTB-407)
- USS Minniska (YTB-408)
- USS Anamosa (YTB-409)
- USS Allamakee (YTB-410)
- USS Ponkabia (YTB-411)
- USS Conchardee (YTB-412)
- USS Portobago (YTB-413)
- USS Satago (YTB-414)
- USS Secota (YTB-415)
- USS Sonnicant (YTB-416)
- USS Taconnet (YTB-417)
- USS Tensaw (YTB-418)
- USS Topawa (YTB-419)
- USS Wallacut (YTB-420)
- USS Windigo (YTB-421)
- USS Evea (YTB-458)
- USS Edenshaw (YTB-459)
- USS Kiasutha (YTB-463)
- USS Shabonee (YTB-465)
- USS Chipola (YTB-466)
- USS YTB-492
- USS Abinago (YTB-493)
- USS Alnaba (YTB-494)
- USS Barboncito (YTB-495)
- USS Chahao (YTB-496)
- USS Tlingit (YTB-497)
- USS Cholocco (YTB-498)
- USS Chiquito (YTB-499)
- USS Chohonaga (YTB-500)
- USS Ankachak (YTB-501)
- USS Apohola (YTB-502)
- USS Atanus (YTB-503)
- USS Ayanabi (YTB-504)
- USS Bocachee (YTB-505)
- USS Hombro (YTB-506)
- USS Mimac (YTB-507)
- USS Nootka (YTB-508)
- USS Makah (YTB-509)
- USS Chilkat (YTB-510)
- USS Carascan (YTB-511)
- USS Hastwiana (YTB-512)
- USS Hiamonee (YTB-513)
- USS Lelaka (YTB-514)
- USS Oswegatchie (YTB-515)
- USS Pocasset (YTB-516)
- USS Pokanoket (YTB-517)
- USS Hisada (YTB-518)
- USS Mahoa (YTB-519)
- USS Nacheninga (YTB-520)
- USS Nabigwon (YTB-521)
- USS Sagawamick (YTB-522)
- USS Senasqua (YTB-523)
- USS Tutahaco (YTB-524)
- USS Wabanquot (YTB-525)
- USS Wahaka (YTB-526)
- USS Wahpeton (YTB-527)
- USS Wakonda (YTB-528)
- USS Wickawee (YTB-529)
- USS Aranca (YTB-530)
- USS Yapashi (YTB-531)
- USS Ocmulgee (YTB-532)
- USS Shahaska (YTB-533)
- USS Nadli (YTB-534)
- USS Nahasho (YTB-535)
- USS Nahoke (YTB-536)
- USS Nanigo (YTB-537)
- USS Nashel (YTB-538)
- USS Sikis (YTB-539)
- USS Quileute (YTB-540)
- USS Ozette (YTB-541)
- USS Chegodega (YTB-542)
- USS Etawina (YTB-543)
- USS Yatanocas (YTB-544)
- USS Accohanoc (YTB-545)
- USS Takos (YTB-546)
- USS Yanaba (YTB-547)
- USS Matunak (YTB-548)
- USS Migadan (YTB-549)
- USS Acoma (YTB-701)
- USS Arawak (YTB-702)
- USS Canarsee (YTB-703)
- USS Moratoc (YTB-704)
- USS Pequawet (YTB-705)
- USS Waliaki (YTB-706)
- USS Sanpoil (YTB-707)
- USS Setauket (YTB-708)
- USS Tocobaga (YTB-709)
- USS Tonkawa (YTB-710)
- USS Wabaquasset (YTB-724)
- USS YTB-725
- USS Oneka (YTB-729)
- USS Mahaska (YTB-730)
- USS Cockenoe (YTB-736)
- USS Wapasha (YTB-737)
- USS Namontack (YTB-738)
- USS Picqua (YTB-739)
- USS Metacom (YTB-740)
- USS Pokagon (YTB-746)
- USS Edenshaw (YTB-752)
- USS Marin (YTB-753)
- USS YTB-754
- USS YTB-755
- USS Pontiac (YTB-756)
- USS Oshkosh (YTB-757)
- USS Paducah (YTB-758)
- USS Bogalusa (YTB-759)
- USS Natick (YTB-760)
- USS Ottumwa (YTB-761)
- USS Tuscumbia (YTB-762)
- USS Muskegon (YTB-763)
- USS Mishawaka (YTB-764)
- USS Okmulgee (YTB-765)
- USS Wapakoneta (YTB-766)
- USS Apalachicola (YTB-767)
- USS Arcata (YTB-768)
- USS Chesaning (YTB-769)
- USS Dahlonega (YTB-770)
- USS Keokuk (YTB-771)
- USS Mascoutah (YTB-772)
- USS Menasha (YTB-773)
- USS Nashua (YTB-774)
- USS Wauwatosa (YTB-775)
- USS Weehawken (YTB-776)
- USS Nogalesen (YTB-777)
- USS Apopka (YTB-778)
- USS Manhattan (YTB-779)
- USS Saugus (YTB-780)
- USS Niantic (YTB-781)
- USS Manistee (YTB-782)
- USS Redwing (YTB-783)
- USS Kalispell (YTB-784)
- USS Winnemucca (YTB-785)
- USS Tonkawa (YTB-786)
- USS Kittanning (YTB-787)
- USS Wapato (YTB-788)
- USS Tomahawk (YTB-789)
- USS Menominee (YTB-790)
- USS Marinette (YTB-791)
- USS Antigo (YTB-792)
- USS Piqua (YTB-793)
- USS Mandan (YTB-794)
- USS Ketchikan (YTB-795)
- USS Saco (YTB-796)
- USS Tamaqua (YTB-797)
- USS Opelika (YTB-798)
- USS Natchitoches (YTB-799)
- USS Eufaula (YTB-800)
- USS Palatka (YTB-801)
- USS Cheraw (YTB-802)
- USS Nanticoke (YTB-803)
- USS Ahoskie (YTB-804)
- USS Ocala (YTB-805)
- USS Tuskegee (YTB-806)
- USS Massapequa (YTB-807)
- USS Wenatchee (YTB-808)
- USS Agawam (YTB-809)
- USS Anoka (YTB-810)
- USS Houma (YTB-811)
- USS Accomac (YTB-812)
- USS Poughkeepsie (YTB-813)
- USS Waxahachie (YTB-814)
- USS Neodesha (YTB-815)
- USS Campti (YTB-816)
- USS Hyannis (YTB-817)
- USS Mecosta (YTB-818)
- USS Iuka (YTB-819)
- USS Wanamassa (YTB-820)
- USS Tontogany (YTB-821)
- USS Pawhuska (YTB-822)
- USS Canonchet (YTB-823)
- USS Santaquin (YTB-824)
- USS Wathena (YTB-825)
- USS Washtucna (YTB-826)
- USS Chetek (YTB-827)
- USS Catahecassa (YTB-828)
- USS Metacom (YTB-829)
- USS Pushmataha (YTB-830)
- USS Dekanawida (YTB-831)
- USS Petalesharo (YTB-832)
- USS Shabonee (YTB-833)
- USS Negwagon (YTB-834)
- USS Skenandoa (YTB-835)
- USS Pokagon (YTB-836)
- USS YTB-837
- USS YTB-838
- USS YTB-839
- USS YTB-840
- USS YTB-841
- USS YTB-842
- USS YTB-843
- USS YTB-844

## Small Harbor Tugs (YTL)
- USS YTL-16
- USS YTL-17
- USS YTL-18
- USS YTL-86
- USS YTL-87
- USS YTL-88
- USS YTL-89
- USS YTL-90
- USS YTL-91
- USS YTL-92
- USS YTL-93
- USS YTL-94
- USS YTL-95
- USS YTL-96
- USS YTL-98
- USS YTL-99
- USS YTL-117
- USS YTL-118
- USS YTL-130
- USS YTL-132
- USS YTL-143
- USS YTL-144
- USS YTL-152
- USS YTL-153
- USS YTL-154
- USS YTL-155
- USS YTL-156
- USS YTL-157
- USS YTL-158
- USS YTL-159
- USS YTL-160
- USS YTL-161
- USS YTL-162
- USS YTL-163
- USS YTL-164
- USS YTL-165
- USS YTL-166
- USS YTL-167
- USS YTL-168
- USS YTL-169
- USS YTL-184
- USS YTL-185
- USS YTL-186
- USS YTL-196
- USS YTL-197
- USS YTL-199
- USS YTL-200
- USS YTL-201
- USS YTL-202
- USS YTL-203
- USS YTL-204
- USS YTL-205
- USS YTL-206
- USS YTL-207
- USS YTL-208
- USS YTL-209
- USS YTL-210
- USS YTL-211
- USS YTL-212
- USS YTL-230
- USS YTL-231
- USS YTL-232
- USS YTL-233
- USS YTL-234
- USS YTL-235
- USS YTL-236
- USS YTL-237
- USS YTL-244
- USS YTL-245
- USS YTL-246
- USS YTL-247
- USS YTL-248
- USS YTL-249
- USS YTL-250
- USS YTL-251
- USS YTL-291
- USS YTL-292
- USS YTL-293
- USS YTL-294
- USS YTL-295
- USS YTL-296
- USS YTL-297
- USS YTL-298
- USS YTL-299
- USS YTL-300
- USS YTL-301
- USS YTL-302
- USS YTL-303
- USS YTL-304
- USS YTL-305
- USS YTL-306
- USS YTL-307
- USS YTL-308
- USS YTL-309
- USS YTL-310
- USS YTL-311
- USS YTL-312
- USS YTL-313
- USS YTL-314
- USS YTL-315
- USS YTL-316
- USS YTL-317
- USS YTL-318
- USS YTL-319
- USS YTL-320
- USS YTL-324
- USS YTL-333
- USS YTL-339
- USS YTL-340
- USS YTL-345
- USS YTL-346
- USS YTL-348
- USS YTL-351
- USS YTL-352
- USS YTL-353
- USS YTL-355
- USS YTL-356
- USS YTL-357
- USS YTL-358
- USS YTL-360
- USS YTL-361
- USS YTL-362
- USS YTL-363
- USS YTL-422
- USS YTL-423
- USS YTL-424
- USS YTL-425
- USS YTL-426
- USS YTL-427
- USS YTL-428
- USS YTL-429
- USS YTL-430
- USS YTL-431
- USS YTL-432
- USS YTL-433
- USS YTL-434
- USS YTL-435
- USS YTL-436
- USS YTL-437
- USS YTL-438
- USS YTL-439
- USS YTL-440
- USS YTL-441
- USS YTL-442
- USS YTL-443
- USS YTL-444
- USS YTL-445
- USS YTL-446
- USS YTL-447
- USS YTL-448
- USS YTL-449
- USS YTL-450
- USS YTL-451
- USS YTL-452
- USS YTL-453
- USS YTL-454
- USS YTL-455
- USS YTL-456
- USS YTL-457
- USS YTL-473
- USS YTL-479
- USS YTL-480
- USS YTL-481
- USS YTL-482
- USS YTL-483
- USS YTL-484
- USS YTL-485
- USS YTL-486
- USS YTL-487
- USS YTL-488
- USS YTL-489
- USS YTL-490
- USS YTL-550
- USS YTL-553
- USS YTL-557
- USS YTL-558
- USS YTL-559
- USS YTL-560
- USS YTL-566
- USS YTL-567
- USS YTL-571
- USS YTL-583
- USS YTL-586
- USS YTL-588
- USS YTL-590
- USS YTL-591
- USS YTL-592
- USS YTL-594
- USS YTL-600
- USS YTL-601
- USS YTL-602
- USS YTL-614
- USS YTL-618
- USS YTL-710
- USS YTL-711
- USS YTL-718
- USS Okisko (YTL-735)
- USS YTL-761

## Medium Harbor Tugs (YTM)
- USS Iwana (YTM-2)
- USS Unadilla (YTM-4)
- USS Samoset (YTM-5)
- USS Penacook (YTM-6)
- USS Pawtucket (YTM-7)
- USS Sotoyomo (YTM-9)
- USS YTM-13
- USS YTM-14
- USS Tecumseh (YTM-24)
- USS Catawba (YTM-32)
- USS Choptank (YTM-36)
- USS Active (YTM-112)
- USS Reindeer (YTM-115)
- USS Geronimo (YTM-119)
- USS Stallion (YTM-120)
- USS Tillamook (YTM-122)
- USS Challenge (YTM-126)
- USS Powhatan (YTM-128)
- USS Osceola (YTM-129)
- USS Massasoit (YTM-131)
- USS Narkeeta (YTM-133)
- USS Wahneta (YTM-134)
- USS Cahokia (YTM-135)
- USS Tamaroa (YTM-136)
- USS Woban (YTM-138)
- USS Ala (YTM-139)
- USS Wahtah (YTM-140)
- USS Heekon (YTM-141)
- USS Nokomis (YTM-142)
- USS Montezuma (YTM-145)
- USS Hoga (YTM-146)
- USS Tazhia (YTM-147)
- USS Wenonah (YTM-148)
- USS Toka (YTM-149)
- USS Woyot (YTM-150)
- USS Konoka (YTM-151)
- USS Alloway (YTM-170)
- USS Allaquippa (YTM-174)
- USS Chekilli (YTM-175)
- USS Junaluska (YTM-176)
- USS Black Fox (YTM-177)
- USS Dekaury (YTM-178)
- USS Madokawando (YTM-180)
- USS Mazapeta (YTM-181)
- USS Mawkaw (YTM-182)
- USS Canonicus (YTM-187)
- USS Negwagon (YTM-188)
- USS Nepanet (YTM-189)
- USS Orono (YTM-190)
- USS Sassacus (YTM-193)
- USS Yonaguska (YTM-195)
- USS YTM-213
- USS Alamingo (YTM-227)
- USS YTM-239
- USS YTM-240
- USS YTM-243
- USS Dekanisora (YTM-252)
- USS Menoquet (YTM-256)
- USS Arivaca (YTM-259)
- USS Oneyana (YTM-262)
- USS Neoga (YTM-263)
- USS Hiawatha (YTM-265)
- USS Red Cloud (YTM-268)
- USS Sakarissa (YTM-269)
- USS Satanta (YTM-270)
- USS Minnehaha (YTM-271)
- USS Iwana (YTM-272)
- USS Olathe (YTM-273)
- USS YTM-321
- USS YTM-322
- USS Lively (YTM-323)
- USS Mamo (YTM-325)
- USS Sacagawea (YTM-326)
- USS Mauvila (YTM-328)
- USS YTM-330
- USS Dohasan (YTM-335)
- USS Skenandoa (YTM-336)
- USS YTM-342
- USS Oratamin (YTM-347)
- USS Neomonni (YTM-349)
- USS Corbitant (YTM-354)
- USS Pawtucket (YTM-359)
- USS Sassaba (YTM-364)
- USS Segwarusa (YTM-365)
- USS Waubansee (YTM-366)
- USS Wawasee (YTM-367)
- USS Shahaka (YTM-368)
- USS Shamokin (YTM-369)
- USS Skandawati (YTM-370)
- USS Smohalla (YTM-371)
- USS Tatarrax (YTM-372)
- USS Topenebee (YTM-373)
- USS Vaga (YTM-374)
- USS Oconostota (YTM-375)
- USS Candoto (YTM-377)
- USS Chicomico (YTM-378)
- USS Chanagi (YTM-380)
- USS Chepanoc (YTM-381)
- USS Coatopa (YTM-382)
- USS Cochali (YTM-383)
- USS Waneta (YTM-384)
- USS Wannalancet (YTM-385)
- USS Washakie (YTM-386)
- USS Watseka (YTM-387)
- USS Connewango (YTM-388)
- USS Ganadoga (YTM-390)
- USS Itara (YTM-391)
- USS Mecosta (YTM-392)
- USS Nakarna (YTM-393)
- USS Winamac (YTM-394)
- USS Wingina (YTM-395)
- USS Wovoka (YTM-396)
- USS Yanegua (YTM-397)
- USS Natahki (YTM-398)
- USS Numa (YTM-399)
- USS Otokomi (YTM-400)
- USS Owachomo (YTM-401)
- USS Panameta (YTM-402)
- USS Pitamakan (YTM-403)
- USS Coshecton (YTM-404)
- USS Cusseta (YTM-405)
- USS Kittaton (YTM-406)
- USS Lonoto (YTM-407)
- USS Minniska (YTM-408)
- USS Anamosa (YTM-409)
- USS Allamakee (YTB-410)
- USS Conchardee (YTM-412)
- USS Porobago (YTM-413)
- USS Satago (YTM-414)
- USS Secota (YTM-415)
- USS Taconnet (YTM-417)
- USS Tensaw (YTM-418)
- USS Topawa (YTM-419)
- USS Wallacut (YTM-420)
- USS Windigo (YTM-421)
- USS YTM-460
- USS YTM-461
- USS YTM-462
- USS Cholocco (YTM-464)
- USS Chipola (YTM-466)
- USS YTM-467 - missing 3/44
- USS YTM-468
- USS YTM-469
- USS YTM-470
- USS YTM-471
- USS YTM-472
- USS YTM-474
- USS YTM-475
- USS YTM-476
- USS YTM-477
- USS YTM-478
- USS Abinago (YTM-493)
- USS Alnaba (YTM-494)
- USS Barboncito (YTM-495)
- USS Chahao (YTM-496)
- USS Tlingit (YTM-497)
- USS Manteo (YTM-517)
- USS Hisada (YTM-518)
- USS Mahoa (YTM-519)
- USS Nacheninga (YTM-520)
- USS Nabigwon (YTM-521)
- USS Sagawamick (YTM-522)
- USS Senasqua (YTM-523)
- USS Tutahaco (YTM-524)
- USS Wabanaquot (YTM-525)
- USS Wahaka (YTM-526)
- USS Wahpeton (YTM-527)
- USS Ocmulgee (YTM-532)
- USS Shahaska (YTM-533)
- USS Nadli (YTM-534)
- USS Nahasho (YTM-535)
- USS Nahoke (YTM-536)
- USS Nanigo (YTM-537)
- USS Sikis (YTM-539)
- USS Quileute (YTM-540)
- USS Ozette (YTM-541)
- USS Chegodega (YTM-542)
- USS Etawina (YTM-543)
- USS Yatanocas (YTM-544)
- USS Accohanoc (YTM-545)
- USS Takos (YTM-546)
- USS Yanaba (YTM-547)
- USS Matunak (YTM-548)
- USS Migadan (YTM-549)
- USS YTM-606
- USS YTM-607
- USS Acoma (YTM-701)
- USS Arawak (YTM-702)
- USS Canarsee (YTM-703)
- USS Moratoc (YTM-704)
- USS YTM-721
- USS YTM-722
- USS Hopocan (YTM-728)
- USS Oneka (YTM-729)
- USS Keshena (YTM-731)
- USS Canasatego (YTM-732)
- USS Donacona (YTM-733)
- USS Mankato (YTM-734)
- USS Tahchee (YTM-736)
- USS Annawan (YTM-739)
- USS Metacom (YTM-740)
- USS Tamaque (YTM-741)
- USS Adario (YTM-743)
- USS Chicopee (YTM-747)
- USS Yuma (YTM-748)
- USS Kaukauna (YTM-749)
- USS Hackensack (YTM-750)
- USS Manteo (YTM-751)
- USS Kewaunee (YTM-752)
- USS Naugatuck (YTM-753)
- USS Woonsocket (YTM-754)
- USS Waukegan (YTM-755)
- USS Owatonna (YTM-756)
- USS Wahpeton (YTM-757)
- USS YTM-758
- USS Mizar (YTM-759)
- USS Mascoutah (YTM-760)
- USS Menasha (YTM-761)
- USS Pokanoket (YTM-762)
- USS Muskegon (YTM-763)
- USS Cholocco (YTM-764)
- USS Chiquito (YTM-765)
- USS Chohonaga (YTM-766)
- USS Ankachak (YTM-767)
- USS Apohola (YTM-768)
- USS Hombro (YTM-769)
- USS Mimac (YTM-770)
- USS Nootka (YTM-771)
- USS Makah (YTM-772)
- USS Chilkat (YTM-773)
- USS Carascan (YTM-774)
- USS Hastwiana (YTM-775)
- USS Hiamonee (YTM-776)
- USS Lelaka (YTM-777)
- USS Oswegatchie (YTM-778)
- USS Pocasset (YTM-779)
- USS Pokanoket (YTM-780)
- USS YTM-800
- USS YTM-801
- USS YTM-802
- USS YTM-803
- USS YTM-804